# السياحة في ألمانيا
تعد ألمانيا واحدة من أنشط الدول السياحية في العالم. بإجمالي 407.26 مليون ليلة محجوزة خلال عام 2012. تحتل ألمانيا المرتبة السابعة في قائمة الدول النشطة سياحياً على مستوى العالم، إذ تشير البيانات التي أصدرتها منظمة السياحة العالمية التابعة للأمم المتحدة (باللغة الإنجليزية: World Tourism Organization)، إلى أن نسب إقبال الزوار الأجانب على ألمانيا كبلد سياحي قد سجلت ارتفاعاً ملحوظاً في السنوات القليلة الماضية. ففي عام 2007م، دخل إلى ألمانيا نحو 24.4 مليون زائر أجنبي، وهذا العدد يعتبر أعلى من أعداد الزائرين خلال عامي 2006 و 2005م والذين بلغ عددهم 23.5 و 21.3 مليون زائر على التوالي. في حين تشير الأرقام المالية الصادرة عن البنك المركزي الألماني (بالألمانية: Deutsche Bundesbank) إلى أن عائدات القطاع السياحي في ألمانيا في عام 2008م ارتفعت من 26.3 مليار يورو إلى 27.2 مليار يورو. وبحسب الأرقام الصادرة عن المركز الألماني الفيدرالي للإحصاء (بالألمانية: Statistisches Bundesamt)، وصل عدد الليالي التي أمضاها السياح في فنادق ألمانيا في عام 2008م إلى 369.6 مليون ليلة، بلغت حصة الأجانب منها 56.5 مليون ليلة  كما تشير الأرقام إلى أن غالبية السياح الأجانب القادمين إلى ألمانيا جاؤوا من هولندا وقضوا في فنادقها 9.7 مليون ليلة، يليهم مواطنو الولايات المتحدة الأمريكية بـ 4.44 مليون ليلة، ومواطنو المملكة المتحدة بـ 4.22 مليون ليلة. في حين سجّلت نسبة السياح العرب القادمين من دول مجلس التعاون الخليجي في عام 2008م ارتفاعاً قدره 7.1%. أما الولايات الألمانية التي احتلت المراكز الأولى في ذات العام من حيث كثرة أعداد الزائرين فهي بافاريا وبادن فورتمبيرغ وشمال الراين - وستفاليا.
تساهم صناعة السياحة (باستثناء سفر الأعمال ورحلات زيارة الأهل والأصدقاء واستثمارات القطاع العام) بتوليد حوالي 3.2% من الناتج المحلي الإجمالي في ألمانيا، والذي يتم بصورة مباشرة عبر المشاريع السياحية الصغيرة والمتوسطة الحجم كالفنادق ودور الضيافة المنتشرة في عموم أرجاء البلاد. وقد كانت المدن الرئيسية في ألمانيا المستفيد الأكبر من النمو الحاصل في القطاع السياحي، إذ شهدت برلين زيادة في نسب إشغال الفنادق بمقدار 6.5%، وهامبورغ بنسبة 4.9%. أما في المدن التي تقام فيها المعارض التجارية كدوسلدورف وهانوفر ولايبزغ، فقد ازدادت نسب الإشغال الفندقي فيها بمقدار 12.5% و 7.1% و 21.2% على التوالي، وكان ما يعرف بـ «سياحة الأعمال» العامل الرئيسي في إحداث هذا النمو فوق المتوسط.
وفي الوقت الذي يفضّل فيه أكثر من 30% من المواطنين الألمان قضاء عطلاتهم في داخل ألمانيا، تشهد حركة السياحة الداخلية نمواً واعداً، وتشير أرقام المكتب الألماني الفيدرالي للإحصاء بأن عدد الليالي التي قضاها الألمان في الفنادق ودور الضيافة المحلية بلغت 313 مليون ليلة، وبأن العدد قابل للإزدياد بمقدار 1.9% في كل عام.

## تاريخ السياحة في ألمانيا

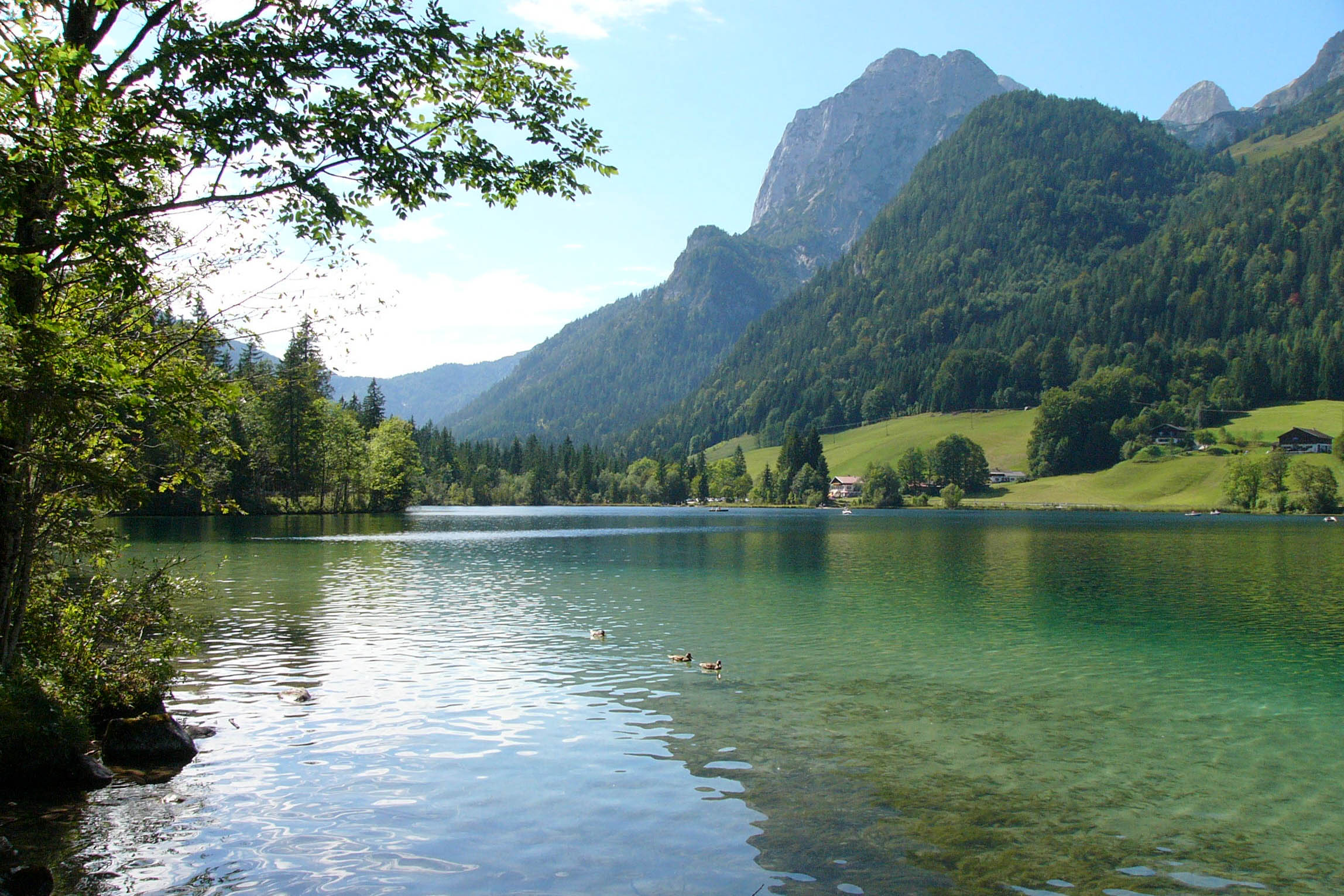
جبال الألب في بافاريا

مع حلول العصور الحديثة، أبدى السياح اهتماماً أقل بالتعليم مقابل تزايد اهتمامهم بالسياحة والاستجمام. وقد شهدت الحمامات العلاجية (باللغة الإنجليزية: Spa) في ألمانيا منذ أواخر القرن الـ 18 الميلادي، إقبالاً منتظماً من قبل المستجمين، الذين ينحدر غالبيتهم من طبقة النبلاء والأغنياء في أوروبا. ويُعتبر حمام "Doberan-Heiligendamm"، الذي يرجع تأسيسه إلى عام 1793م، أولى الحمامات التي تم تشييدها قُبالة بحر البلطيق، يليه حمام "Nordeney" الذي تم بنائه بعد أربعة أعوام في المنطقة المطلة على ساحل بحر الشمال.
وفي النصف الأول من القرن الـ 19 الميلادي، أصبحت مدينة بادن بادن مقصداً مهماً للسياح الباحثين عن الراحة والاستجمام في حماماتها العلاجية، في حين حصلت مدينة فيسبادن على لقب «المنتجع الصحي الأول في العالم».
ومع تطور شبكة السكك الحديدية في ألمانيا، أصبح بمقدور الأشخاص المنتمين إلى الطبقة الوسطى، السفر بغرض الاستجمام، والذي أصبح متاحاً فيما بعد للطبقة العاملة أيضاً. وقد بلغت نسبة الأشخاص الذين استخدموا شبكة القطارات في ألمانيا في عام 1900م، 581.63 مليون مسافر.
انتشرت في ألمانيا في تلك الحقبة ما كان يُعرف بـ «جمعيات النقل» التي تعمل في مجال تنشيط السياحة، وقد قامت العشرات من هذه المنظمات في شهر أكتوبر من عام 1902م، بتأسيس «الاتحاد الفيدرالي لجمعيات النقل الألمانية»، ومقره لايبزغ. وبحلول عام 1910م، أصبح للمجلس ثلاث مكاتب تمثيلية في الخارج تقوم بالترويج لألمانيا كأفضل وجهة سياحية. وفي عام 1914م، أعلنت أغلب جمعيات النقل في ألمانيا عن انضمامها لعضوية الاتحاد.

## المجلس الوطني الألماني للسياحـة
يتولى المجلس الوطني الألماني للسياحة (باللغة الألمانية: Deutsche Zentrale für Tourismus e.V.)، و (باللغة الإنجليزية: German National Tourist Board)، ويرمز له اختصاراً بـ (GNTB)، جميع الأنشطة الترويجية لصناعة السياحة في ألمانيا، ويقوم من خلال مكاتبه التمثيلية الـ 29 بوضع وتنفيذ مجموعة من الخطط التسويقية التي تهدف إلى تعزيز صورة ألمانيا كأفضل وجهة سياحية على مستوى العالم.
يرتبط المجلس الوطني الألماني للسياحة، الذي تأسس في 25 مايو 1948م ويتخذ من مدينة فرانكفورت بولاية هسن مقراً له، بعلاقات اقتصادية وثيقة مع كافة الجهات المعنية بصناعة السياحة في ألمانيا، ويمكن تلخيص أهدافه برفع أعداد الزائرين القادمين إلى ألمانيا، وزيادة مصادر الدخل بالعملة الأجنبية، وتعزيز اقتصاد ألمانيا، إلى جانب تعزيز صورة ألمانيا كأفضل وجهة لقضاء العطلات.
وبُغية تعزيز تواجد ألمانيا على خارطة سوق السياحة الخليجية الآخذة بالازدهار، افتتح المكتب الوطني الألماني للسياحة (باللغة الإنجليزية: German National Tourist Office)، ويرمز له اختصاراً بـ (GNTO)، أبوابه في الأول من سبتمبر 2004م، متخذاً من إمارة دبي في دولة الإمارات العربية المتحدة مقراً له. ويعمل هذا المكتب، الذي يعتبر أحد المكاتب التمثيلية للمجلس الوطني الألماني للسياحة في المنطقة، بصورة وثيقة مع أغلب الهيئات والشركات الناشطة في صناعة السياحة بألمانيا.

## مدن ألمانيا الساحرة
يقوم المجلس الوطني الألماني للسياحة (GNTB) والسكك الحديدية الألمانية ولوفتهانزا بدعم الجمعية الألمانية للمدن الساحرة، والتي تضم المدن التالية، وهي برلين وميونخ وهامبورغ وفرانكفورت ودوسلدورف وكولونيا ودريسدن وهانوفر ولايبزغ وشتوتغارت.
حيث سعى التحالف التسويقي في ألمانيا للترويج لنقاط الجذب للمدن التي تشكل الوجهات الرئيسية في ألمانيا في الأسواق العالمية لأكثر من 50 عاماً. وهذه المدن تتمثل في الأماكن التي يتمتع فيها الناس بالفن والثقافة بالإضافة إلى كونها مراكزاً رئيسية للأعمال.
وقد حققت المدن الساحرة نجاحاً باهراً في جذب غالبية الزوار الأجانب إلى ألمانيا لزيارة واحدة على الأقل من المدن العشر. وقد بلغ عدد الليالي التي قضاها الزوار القادمون من الولايات المتحدة الأميريكية في العام 2008 أكثر من 3 ملايين ليلة وأكثر من 2.6 مليون ليلة للقادمين من آسيا.

## برلين
تعد برلين مدينة الثقافات المتعددة؛ فإلى جانب كونها العاصمة السياسية لألمانيا، تنبض هذه المدينة بالحياة وتتيح لزوارها فرصة لاختبار الفعاليات والأنشطة السياحية المتنوعة، سواءا أكان ذلك في ساحاتها أم شوارعها المشجرة أم في الأسواق المفتوحة والحانات والمطاعم والتي يبقى بعضها مفتوحاً وعلى مدار الساعة.

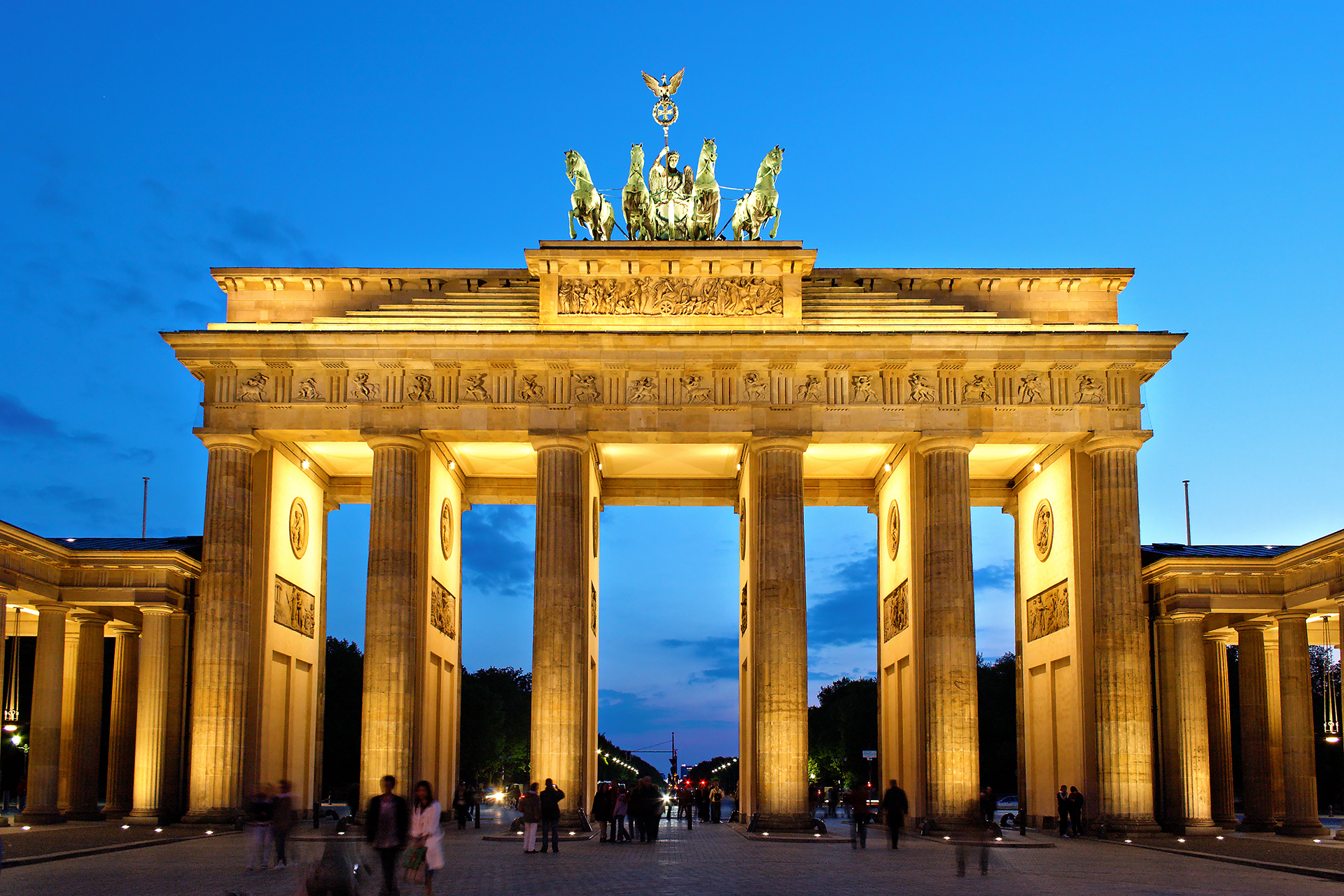
بوابة براندنبورغ ليلاً

ولبرلين الكثير من المعالم السياحية والأثرية الهامة، إذ تعتبر بوابة براندنبورغ (بالألمانية: Brandenburger Tor) من أشهر معالم المدينة ورمز من رموز عهد الانقسام الذي شهدته برلين في أربعينيات القرن العشرين، وقد كانت هذه البوابة مُقفلة لسنوات عدة وأعيد افتتاحها بُعيد انهيار جدار برلين. أما كنيسة كايزير ويلهيلم (Kaiser Wilhelm) التذكارية والواقعة في حي كورفورشتيندام (Kurfürstendamm)، فهي تذكار للسلام ورمز معماري جميل على تصميم برلين لإعادة إعمار نفسها بعد الدمار الذي خلفته الحرب العالمية الثانية. في حين يعد برج التلفزيون في أليكسندربلاتس (Alexanderplatz)، الذي يبلغ طوله 368 متر ويوفر لمرتاديه إطلالة بانورامية على المدينة، من أبرز الصروح المعمارية في برلين. أما مبنى البرلمان الألماني الرايخستاغ (Reichstag) والذي قام بتصميم زجاجه الفنان نورمان فوستر (Norman Foster)، فهو أحد أبرز نقاط الجذب السياحي في المدينة والذي يشكّل مع مبنى الوزارة الفيدرالية والمباني الحديثة الأخرى ما يعرف بمجمع باند ديس بونديس (Band des Bundes).
أما هاكيشي هوفي (Hackesche Höfe) فهي أشهر منطقة ليلية في برلين، وتتضمن شبكة مؤلفة من 8 مقرات مصممة للعيش والعمل. وتعتبر هذه المنطقة أكبر مجمع في ألمانيا يعود بنائه إلى أواخر القرن الثامن عشر الميلادي، وقد تم ترميمها حديثاً ومن أكثر المناطق جذباً للسياح. يتضمن مكاتب وورش عمل ومصانع وشقق.
تتوفر في برلين خيارات متنوعة للطعام والشراب، إذ ينتشر في أحيائها وأزقتها مدى متنوع من المطاعم والمقاهي بدءاً بمحلات الوجبات السريعة وانتهاءً بالمطاعم الفاخرة. ينبض قلب برلين بطعام المطبخ الألماني التقليدي، وتعد أكشاك بيع كريات اللحم وشطائر الهوت دوغ المنتشرة في أرجاء المدينة خير مثال على ذلك. كما يكون بمقدور السائح الاستمتاع بوجبة الفطور في أي وقت من اليوم لا سيما مع وجود عدد هائل من المقاهي التي تقدم فطوراً مستمداً من جميع المطابخ العالمية.

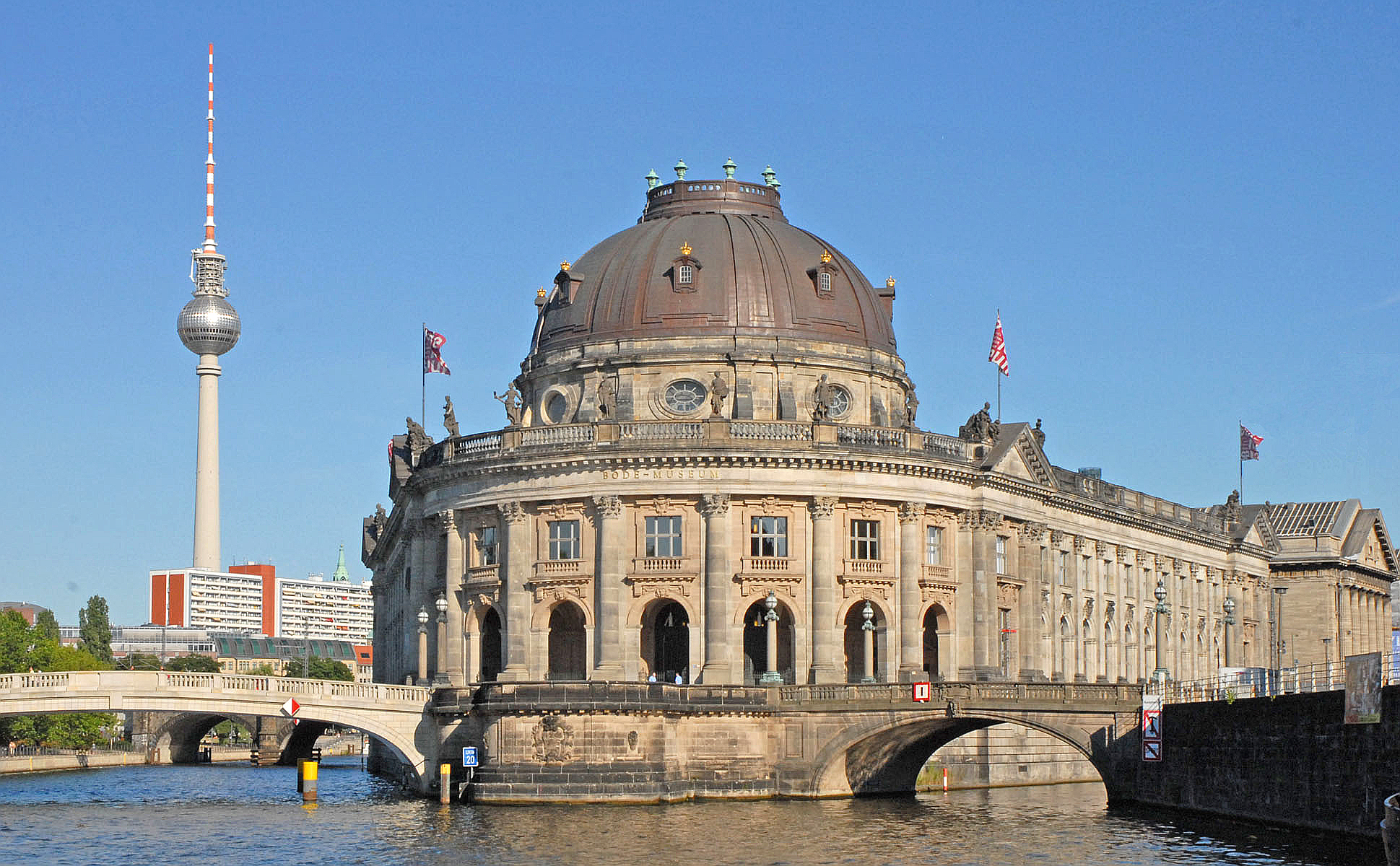
جزيرة المتاحف ويظهر خلفها برج التلفزيون

وفي برلين أكثر من 170 متحف ودارين للأوبرا وبعض نوادي موسيقى الجاز، كما تقام فيها وعلى مدار الساعة الكثير من العروض الترفيهية والمهرجانات الثقافية المتنوعة. ويعد مهرجان برلينالي (Berlinale) من أشهر المهرجانات السينمائية على مستوى العالم. إذ تتحول العاصمة الألمانية في شهر شباط من كل عام إلى محطة لعشاق السينما وصناعها القادمين من جميع أنحاء العالم، كما يكون العديد من نجوم السينما حاضراً في المهرجان للترويج لأحدث أعمالهم. ولعل ما يضفي على هذا المهرجان من تميّز هو أن كافة عروضه تكون مفتوحة للجماهير، في حين يقام مهرجان الموسيقى على مسرح أونتير دين ليندين شتاتسؤوبير (Unter den Linden Staatsoper) في كل عيد فصح، وقد أصبح جزءاً من روزنامة برلين الثقافية.
أما محبي التسوق فسيجدون ضالتهم في برلين، إذ تتوفر في هذه المدينة أكثر من 12 مركزاً للتسوق، ويعد شارعي كورفورستيندام (Kurfürstendamm) وفريدريخشتراسي (Friedrichstrasse) من أهم شوارع التسوق في المدينة، إلى جانب وجود العديد من المتاجر في أحياء كرويتسبيرغ (Kreuzberg) وبرينسلاوير بيرغ (Prenzlauer Berg) وميته (Mitte).

## ميونخ

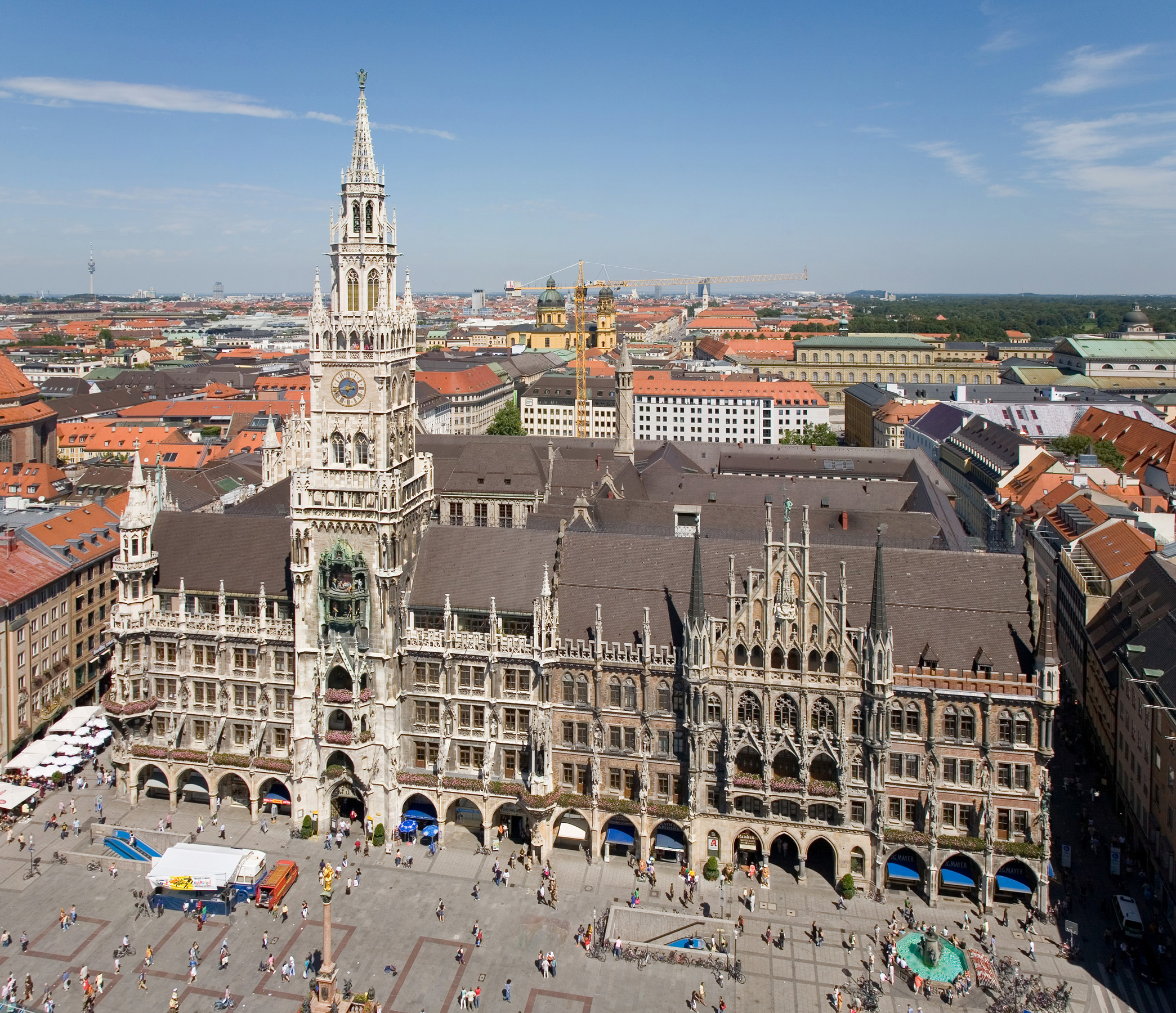
ساحة مارين بلاتز في ميونخ

ميونخ أو ميونيخ (بالألمانية: München).وهي عاصمة ولاية بافاريا وثالث أكبر مدن ألمانيا. تقع في جنوب ألمانيا على نهر إيزار على بعد حوالي ساعة بالسيارة من جبال الألب. يبلغ عدد سكانها الذين يعيشون ضمن حدود المدينة حوالي 1.31 مليون نسمة. اليوم تشكل ميونخ باقتصادها إحدى أغنى مدن ألمانيا وأقواها اقتصادياً. كما أنها مركزٌ مهم للموضة والثقافة والأدب في ألمانيا. يزورها سنوياً نحو ثلاثة ملايين سائح. أما شعار المدينة فهو «ميونخ تحبك» (بالألمانية: München mag Dich). وتشير الإحصائيات التي أجرتها ميرسر إلى أن ميونخ غالباً ما تأتي في المراتب العشر الأوائل لأفضل المدن من حيث جودة المعيشة.
تضم ميونخ الكثير من المتاحف ومن أشهرها المتاحف الثلاثة المخصصة للوحات والرسومات الفنية في شارع «بارر» في منطقة «شفابينغ»، وهي المتحف القديم والمتحف الجديد ومتحف الفن الحديث، وهناك أيضاً دار الفن ومبنى «لنباخ» والمتحف الألماني ومتحف ميونخ ومتحف بافاريا الوطني وغيرها الكثير. وتضم أيضاً عدة مسارح ودور للأوبرا ومنها دار الأوبرا البافارية التي تقدم ما يقارب من 350 عرضاً سنوياً، وأيضاً مسرح الأمير الحاكم «برنس ريجنت» ومسرح المدينة بميدان «غيرتنر» ومسرح بافاريا وغيرها.
كما تزخر مدينة ميونخ بالعديد من القصور الفاخرة مثل قصر «نيمفينبورغ» وقصر «شلايس هايم» و«قصر ميونخ»، بالإضافة إلى عدد كبير من القصور الشهيرة الموجودة في المناطق المحيطة بمدينة ميونخ. كما ويوجد حوالي 300 كنيسة، ومنها كنيسة القديس بيتر، والتي تعود إلى القرن الحادي عشر الميلادي وكنيسة الكاتدرائية للسيدة العذراء في وسط المدينة. وهناك أيضاً كنيسة تايتيانر وكنيسة القديسة آنا وكنيسة أسام وغيرها.

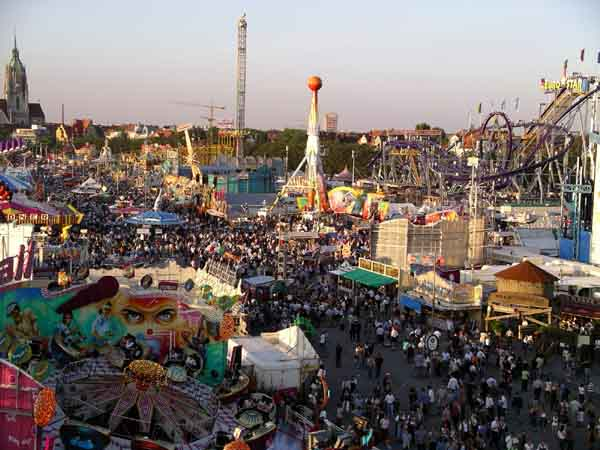
مهرجان أوكتوبر

من البحيرات الشهيرة في ميونخ بحيرة «شتارنبرغر» و«آمر» و«تيغرن» و«شلير»، إلى جانب بحيرتي «شبيتسينغ» و«كييم». وهناك أيضاً بحيرة «كونيغ» التي تنتقل السفن عبرها إلى قلب حدائق «بيرشتسغادين» والتي تحيط بها الجبال من كل جانب.
ومن الأحداث المهمة في المدينة هناك مهرجان أكتوبر الذي يعد أكبر المهرجانات الشعبية على مستوى العالم، والذي سيحتفل في عام 2010م بمرور 200 عام على إطلاقه. تجدر الإشارة إلى أن أكثر من 6 ملايين فرد يحضرون هذا الاحتفال سنوياً.
توفر مدينة ميونخ حوالي 5000 مطعم ومقهى تقدم فيها الأكلات التقليدية والأطعمة المعدة باللحم والنقانق البيضاء الشهيرة وغيرها. وهناك أيضاً سوق يدعى «فيكتوالين»، والذي يوفر شتى الأطعمة والفواكه والخضروات المختلفة والأسماك والأجبان، إلى جانب الأغذية العضوية واللحوم. وفي أسواق المزارعين يقوم الطهاة الهواة بتحضير وجبات كثيرة تعتمد على السلع المحلية الموسمية.
وفي ميونخ تتعدد أماكن التسوق، فمن محلات المدينة التقليدية أو ما يعرف بـ «موردو القصر الملكي» إلى ميدان «مارين بلاتس» وحتى شارع «ماكسميليان» ومتاجر شارع «ريزيدنس»، وهناك العديد من المحلات المنتشرة في «تياتينرهوف» وطرقات «بيروسا»، بالإضافة إلى محلات قصر «برايسينج».

## هامبورغ
هَمْبُورَغ أو هَامْبُورَغ (بالألمانية: Hamburg). ثاني أكبر مدن ألمانيا وسادس أكبر مدن الاتحاد الأوروبي من حيث عدد السكان. تقع على نهر الإلبه الذي يربطها ببحر الشمال. ويعتبر ميناء هامبورغ أكبر موانئ ألمانيا. كما وتشتهر المدينة بكثرة قنواتها المائية وجسورها، ففيها حوالي 2,500 جسر، (جسور سيارات وقطارات ومشاة)، لتكون بذلك أكثر مدن أوروبا بعدد الجسور. يوجد في هامبورغ حوالي 600 متنزه وفيها أيضاً حوالي 90 قنصلية أجنبية.
تشتهر المدينة بظاهرتين يطلق عليهما سكان المدينة (الأسطورة)، الأولى هي سوق السمك (بالألمانية: Fischmarkt) العملاقة التي تقام صباح كل يوم أحد على ضفاف نهر الإلبه (بالألمانية: Elbe)، والثانية هي الحفلات المفتوحة في مساء اليوم نفسه في شارع ريبربان (بالألمانية: Reeperbahn)، والتي يحضرها أكثر من 100 الف شخص.

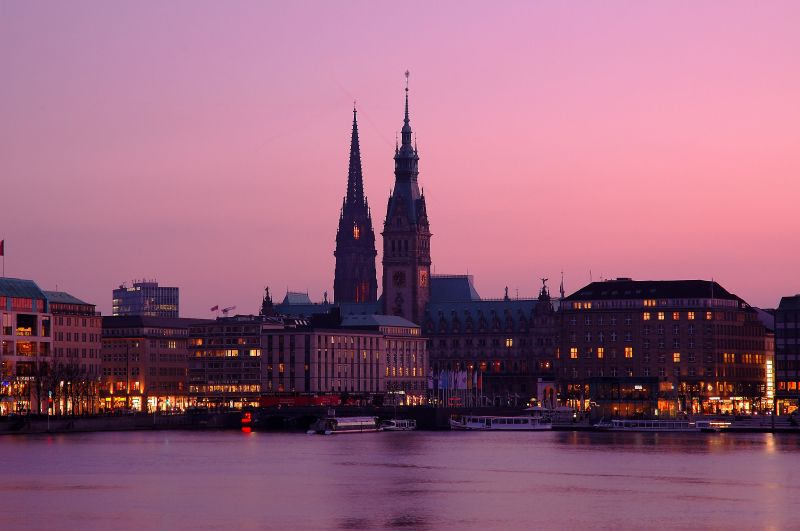
الألستر ودار البلدية في هامبورغ

تتميز هامبورغ بأبنيتها ذات الهندسة المعمارية المميزة والمتعددة الأساليب. ومن أشهر المعالم المعمارية فيها هناك مبنى البلدية الذي يعود بناؤه إلى العام 1897م مبنى الشيلهاوس (بالألمانية:Chilehaus) وهافن سيتي (بالألمانية: HafenCity) المبنية عند ميناء هامبورغ وكنيسة سانت نيكولاس والكثير من الكنائس الأخرى. كما تضم هامبورغ الكثير من الحدائق والمنتزهات وأكبرها الستادت بارك (بالألمانية: Stadtpark) وهو المنتزه المركزي لهامبورغ. ويتوفر في هامبورغ أكثر من 40 مسرحاً و60 متحفاً و100 موقع ونادي موسيقي. ومن المتاحف الشهيرة المتحف البحري الدولي ومتحف الفن والحرفة والبانوبتيكم (بالألمانية: PANOPTIKUM) وغيرها. وتكثر في هامبورغ القنوات والبحيرات ويمر فيها عدة أنهر أهمها: ألستر وبيله وإلبه، نهر الألستر هو نهر قصير ينبع ويصب في مركز هامبورغ. يشكل عند مصبه بحيرة صغيرة سميت على اسمه بحيرة الألستر بقسميها: البحيرة الخارجية والبحيرة الداخلية.

تقدم هامبورغ الكثير من النشاطات الترفيهية للكبار وللصغار ومنها ركوب الزوارق في إحدى قنوات نهر الألستر الخلابة أو إطعام الفيلة في حديقة الحيوانات هاغين بيكس (بالألمانية: Hagenbeck Zoo) 

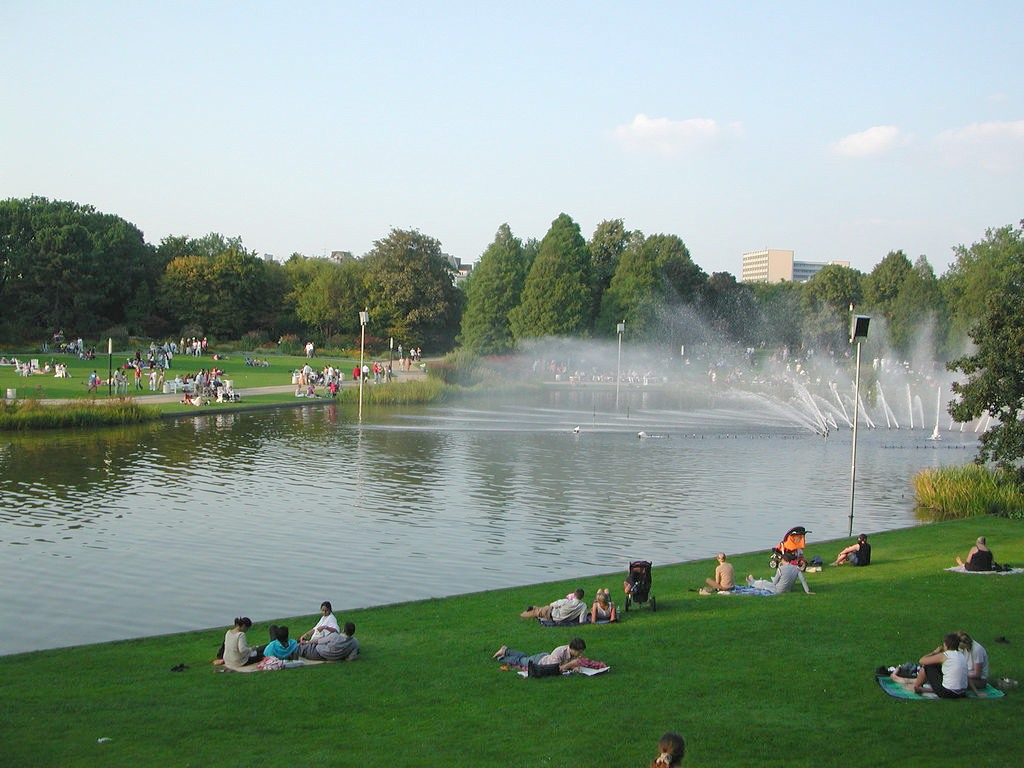
مرج يوم الأحد في بلانتين أن بلومين في هامبورغ

أو مراقبة القطارات في بلاد العجائب المصغّرة أو الإثارة في هامبورغ دانجون (بالألمانية: Hamburg Dungeon).ومن المهرجانات والاحتفالات المشهورة في المدينة، مهرجان عيد ميلاد الميناء (بالألمانية: Hafengeburtstag) الذي يقام سنوياً في شهر أيار/مايو ومهرجان الدوم (Dom) الذي يقام ثلاث مرات في السنة لفترة تراوح مدتها الشهر، وهو عبارة عن مدينة ملاهي كبيرة مع عروض فنية وألعاب نارية.
هامبورغ هي المقصد الأول لمن يهوى التسوّق. نويير فال هو العنوان الأفضل لكل من يبحث عن البضائع الفاخرة، وأيضاً شارع يونغفيرن شتيغ (بالألمانية: Jungfernstieg) ومبنى التسوّق الضخم «أوروبا باساجه» وشارع مونكيبيرغ ستراسه (بالألمانية: Mönckebergstraße) بالإضافة إلى 14 مركزا للتسوّق داخل المدينة. وهناك مكان في هامبورغ يدعى مدينة التخزين (بالألمانية: Speicherstadt) وهي منطقة جمركية حرة. يوجد فيها الكثير من البضائع، حيث تجد أكبر كميات من السجاد اليدوي في العالم مخزنة فيها وفيها أيضاً متحفاً للجمارك ومتحفاً للبهارات ومتحفاً لتاريخ المدينة نفسه متحفاً أفغاني. كما يوجد فيها بيت للرعب يستقطب الكثير من الزائرين.
كما تعد هامبورغ عاصمة ألمانيا الرياضية، حيث أنها موطن لأهم الفرق والأندية والأحداث الرياضية العالمية. وأهم معالم هامبورغ الرياضية هي: ستاد AOL لكرة القدم (AOL Arena) وستاد ميلرنتور (بالألمانية: Millerntor) وصالة هامبورغ للرياضة (بالألمانية: Hamburg Sporthalle) وغيرها. كما يعد نادي هامبورغ اس في لكرة القدم من أشهر الأندية الألمانية. وتعد بطولة هامبورغ للأساتذة من أقدم البطولات لكرة المضرب.

## فرانكفورت

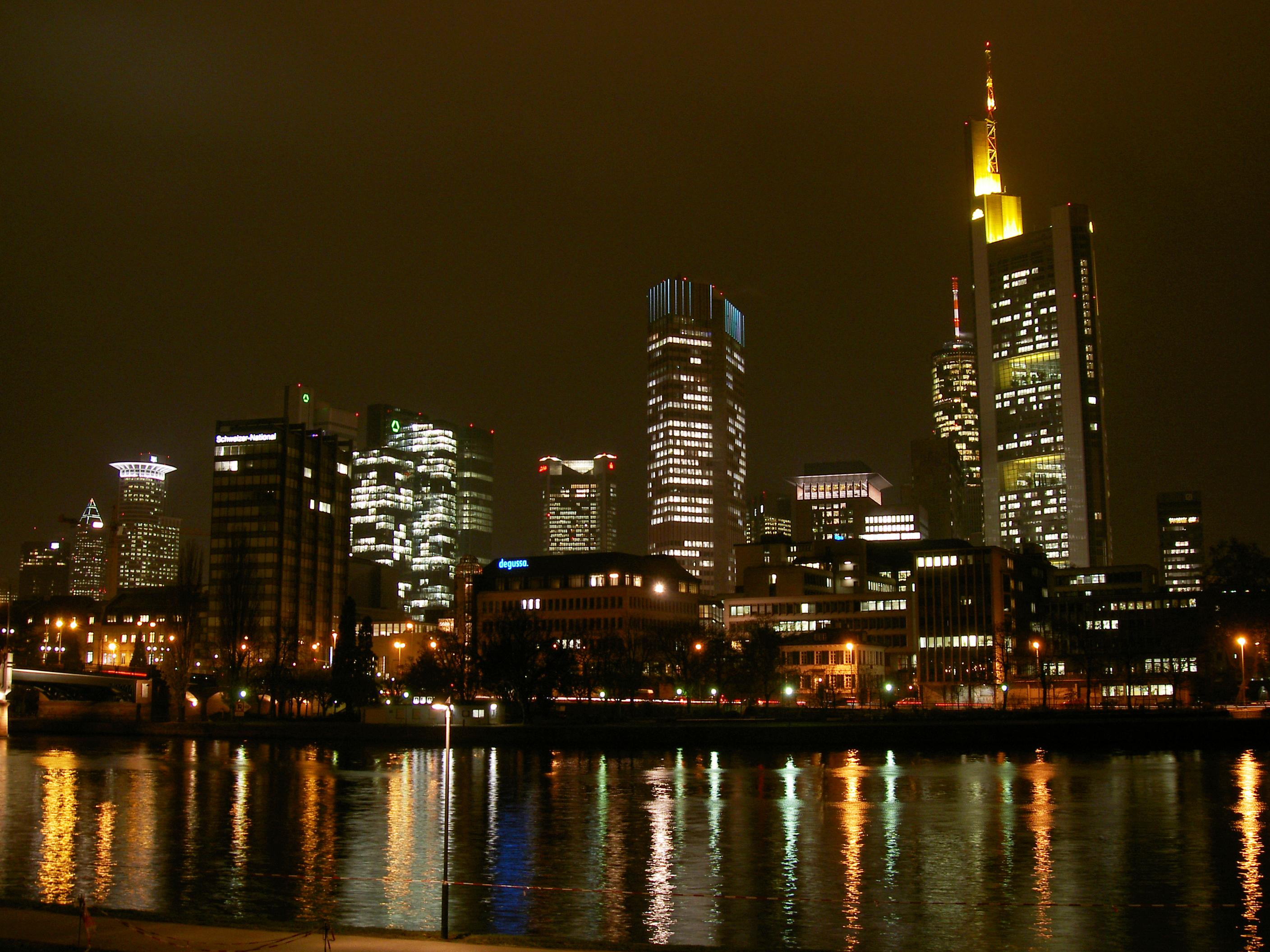
منظر عام لفرنكفورت ونهر الماين

فرانكفورت أو فرانكفورت أم ماين (بالألمانية: Frankfurt am Main فرانكفورت أم ماين) هي مدينة تقع في وسط غرب ألمانيا في ولاية هسن. تعد العاصمة الاقتصادية لألمانيا بسبب وجود مقار العديد من الشركات والبنوك وبورصة الأوراق المالية الألمانية (داكس) ومقر البنك المركزي الأوروبي بالإضافة إلى المعارض الكثيرة التي تقام فيها سنوياً. تكثر بها ناطحات السحاب حيث يعد مبنى كوميرز بانك (البنك التجاري) في المدينة أعلى بناية مكاتب في أوروبا بارتفاع قدره 258 متر. تقع فرانكفورت في نقطة تقاطع طرق الاتصالات الحيوية في ألمانيا: السكك الحديدية، الطرق البرية والنهرية والجوية، يوجد بها مطارين، ويعتبر مطار فرانكفورت (راين-ماين) الأكبر في ألمانيا، والثاني في أوروبا من حيث نسبة الإشغال.
تعج مدينة فرانكفورت بالأسواق والمراكز التجارية مما يجعلها بحق «الدورادو» لهواة التسوق. فبالإضافة إلى الشارع التجاري الشهير «تسايل» (بالألمانية: Zeil) في وسط المدينة، هناك العديد من الأروقة التجارية الفخمة التي توفر لمرتاديها أجواءً مريحة تجتذب المتسوقين من كل أرجاء العالم.
تمتد المدينة على ضفتي نهر الماين، تقع المدينة القديمة (بالألمانية: Altstadt) أو (القصبة) على الضفة الشرقية، وفي الناحية الأخرى على الضفة الغربية تتواجد المدينة الجديدة (بالألمانية: Neustadt). يقطن المدينة القديمة العديد من التجار والحرفيين، ولا زالت تحتفظ إلى يومنا هذا ببعض من المعالم الشاهدة على عمارة القرون الوسطى. بينما تتخذ المؤسسات الكبيرة من المدينة الجديدة مقراً لها في حي الأعمال الشهير، حيث تشتهر المدينة الجديدة بمبانيها الكبيرة والحديثة.

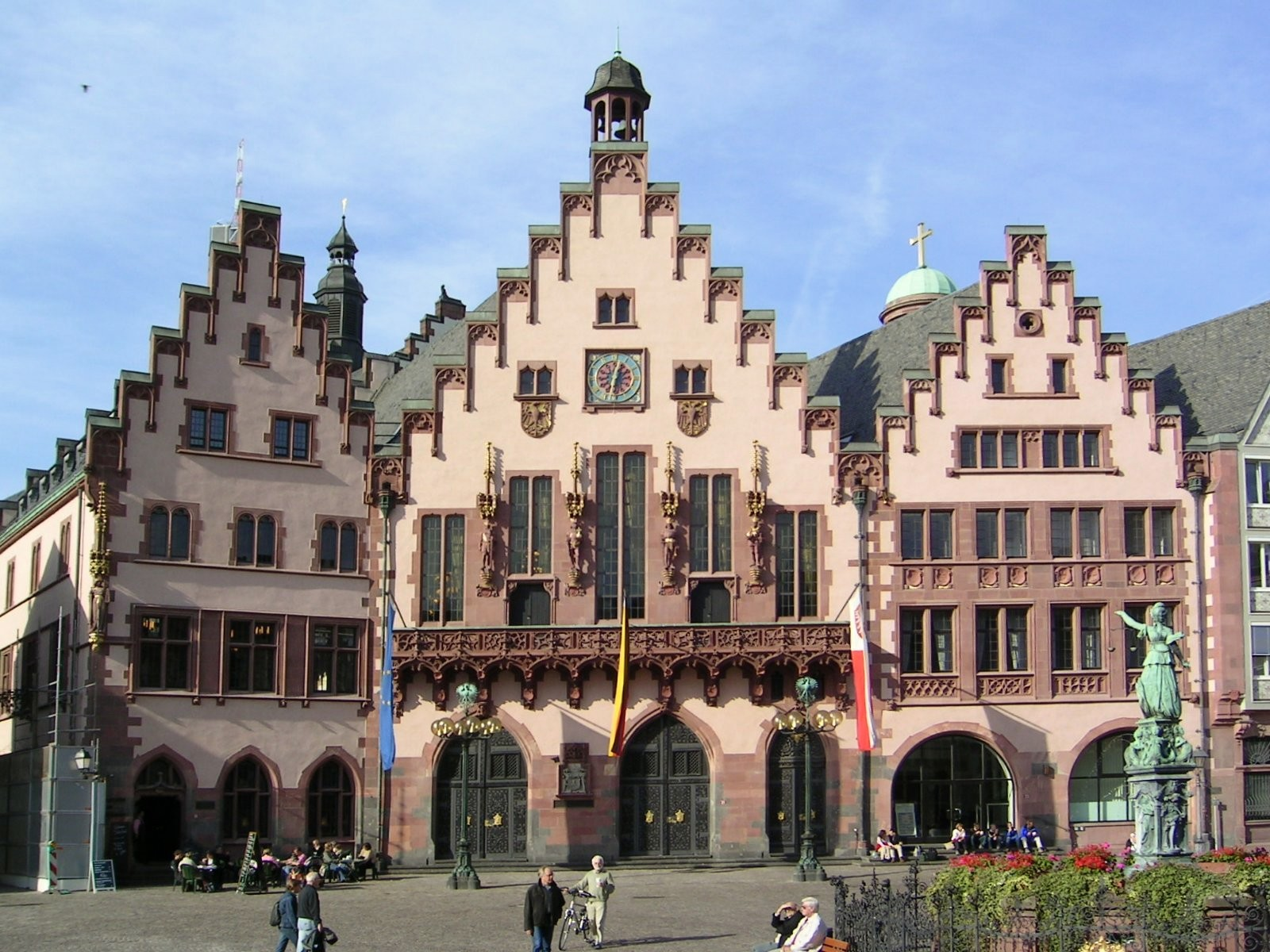
بيوت الرومر التقليدية، كانت ولمدة خمسة قرون تستعمل كمقر للمجلس البلدي المحلي في فرانكفورت

تضم المدينة علاوة على ذلك الكثير من الأماكن المثيرة للاهتمام، فمن كاتدرائية القديس بارثولوميوس وكنسية القديس بولص، إلى العديد من المتاحف، وتتجمع أغلبها في المنطقة التي يطلق عليها «رصيف المتاحف» (بالألمانية: Museumsufer)، وهي مشروع معماري كبير أنشئ على امتداد نهر الماين. أما وسط المدينة القديم الذي يدعى رومر (بالألمانية: Römer) فهو يعتبر أشهر معالم المدينة. وهناك أيضاً منزل الفيلسوف غوته والأوبرا القديمة.
ولمدينة فرانكفورت دور ثقافي ريادي. أنشئت جامعتها سنة 1914 م، وعرفت بروز أهم التيارات الفلسفية في القرن الـ20 م، والذي أطلق عليه «مدرسة فرانكفورت». تحتضن المدينة العديد من المتاحف، وتتجمع أغلبها في المنطقة التي يطلق عليها «رصيف المتاحف» (Museumsufer)، وهي مشروع معماري كبير أنشئ على امتداد نهر الماين.
ويوجد في فرانكفورت متحف شتيدل والمشهور بمجموعة أعمال لفنانين من ألمانيا وهولندا، والتي تعود إلى حقبة ما قبل عصر النهضة. ويضم هذا المجمع متحفا للبريد، ومتاحف للفنون التزيينية، وأخرى لعلم الأجناس والسينما. كما تشتهر فرانكفورت بمجموعة المقتنيات اتي يضمها متحف سينكنبرغ للتاريخ الطبيعي وعلم الأحافير (Senckenberg)، ومتحف الفن الحديث (1991)، والذي صممه المعماري النمساوي هانز هولاين (Hans Holbein). كما تتواجد فيها فرقة ويليام فورسيتيه (William Forsythe) للرقص.

## دوسلدورف

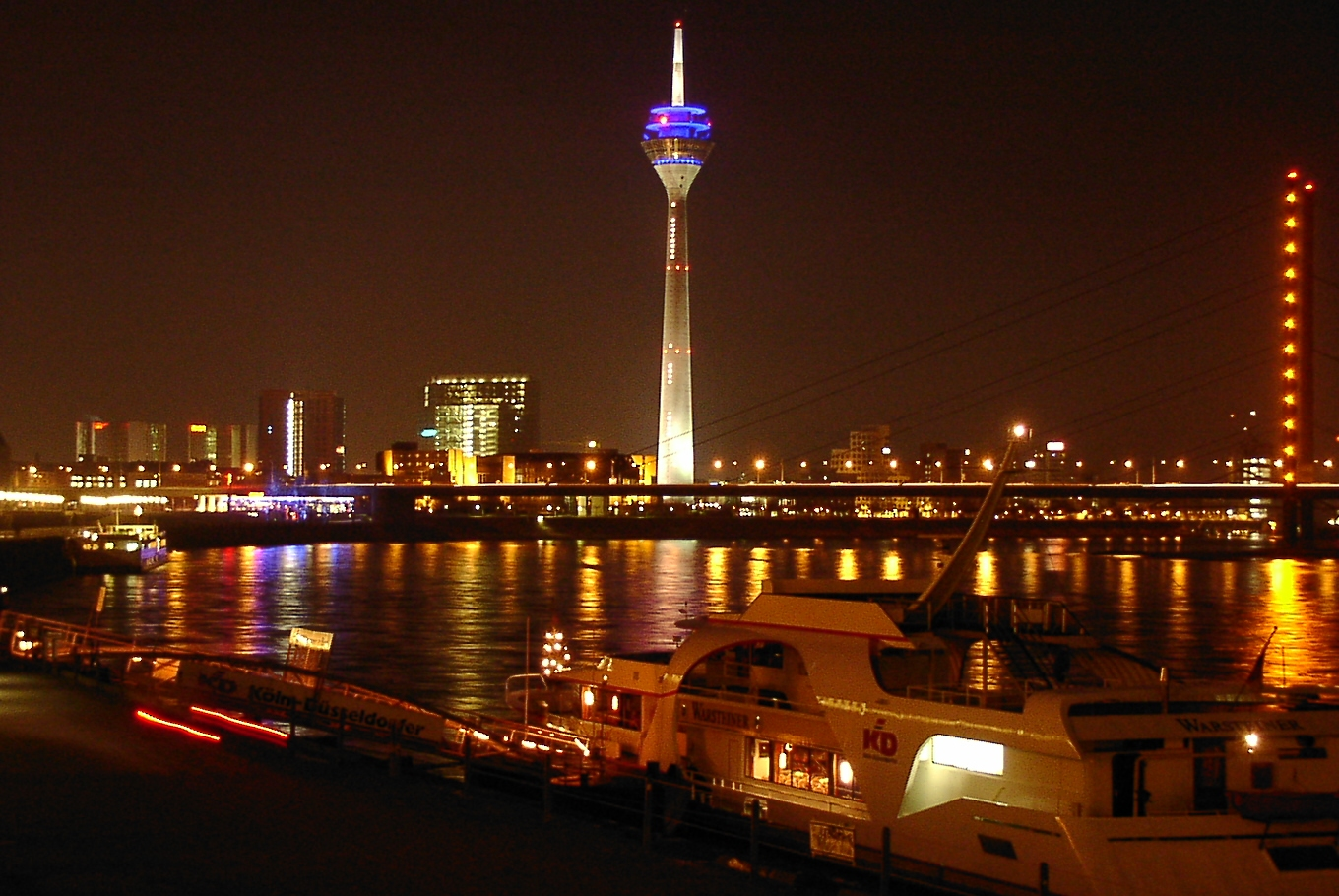
منظر عام لدوسلدورف من على ضفاف نهر الراين

دوسلدورف (بالألمانية: Düsseldorf دوسلدورف) هي عاصمة ولاية شمال الراين - وستفاليا وثاني أهم مركز اقتصادي وعالمي في ألمانيا. وهي متمركزة في منطقة راين-رور (بالألمانية: Rhein-Ruhr)، التي تعد من أكثر الحاضرات كثافة بالسكان في أوروبا. تقبع المدينة على نهر الراين، وهي معروفة بكثرة المناسبات فيها ومشهورة بالأزياء، خصوصاً في شارع كونيغسآليه (بالألمانية: Königsallee ويعني: ممر الملك)، والمعارض التجارية. ففي شهر تموز من كل عام يزور أكثر من 4.5 مليون شخص معرض المتعة (بالألمانية: Größte Kirmes am Rhein) في مدينة دوسلدورف.ويكيبيديا الإنجليزية إضافة لذلك، احتلت دوسلدورف المرتبة الأولى على مستوى ألمانيا والسادسة على مستوى العالم في قائمة أفضل المدن من حيث جودة المعيشة، وذلك وفقاً للمسح الذي أجرته مؤسسة ميرسر في عام 2009م.

تعيش في المدينة جالية عربية كبيرة، ويُمكنك تلمّس ذلك في الحي المغربي الواقع خلف محطة القطار الرئيسية،

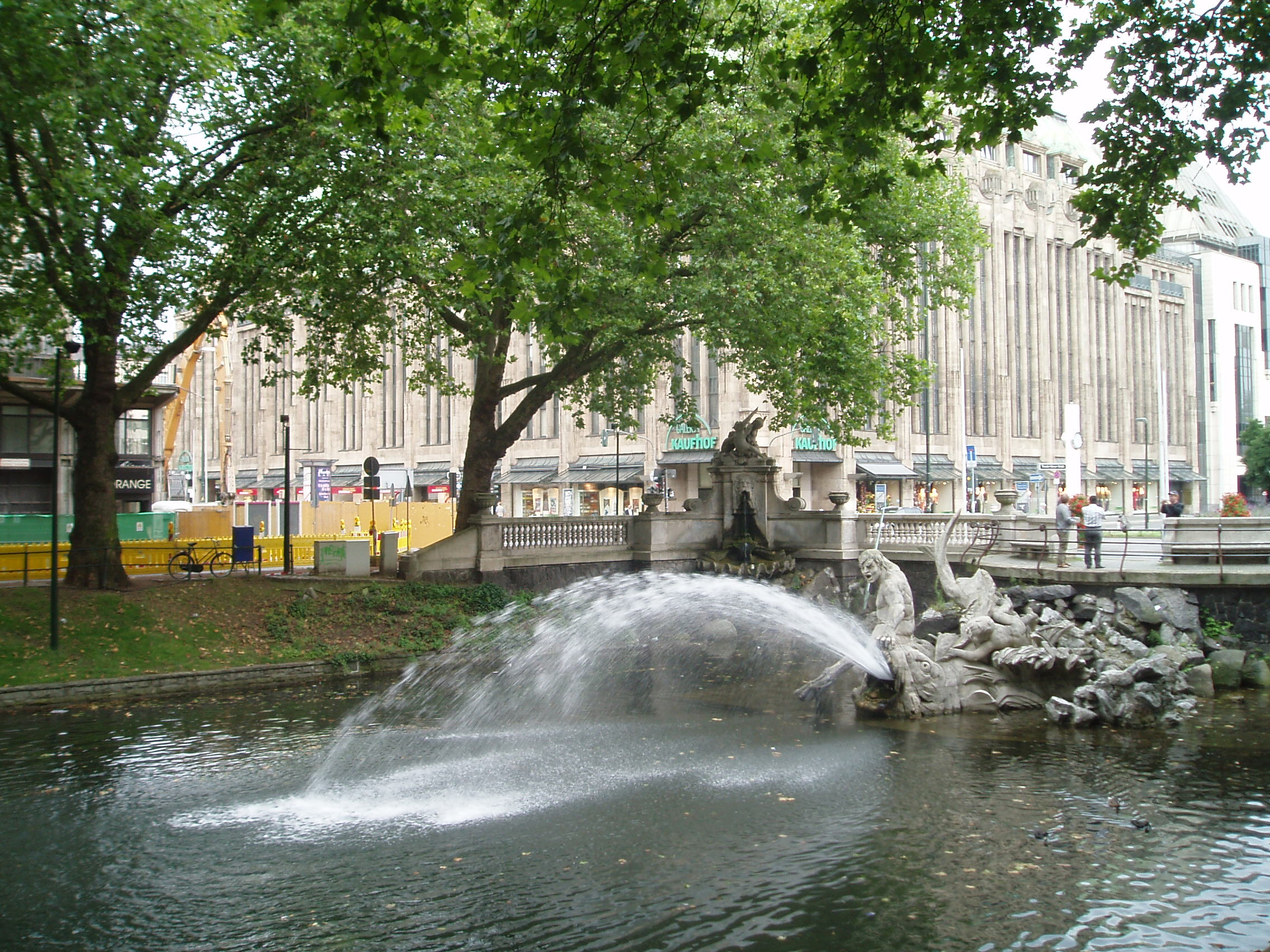
شارع كونيغسآليه الشهير في دوسلدورف

 والذي يعج بالمحلات والمطاعم المغربية.بالإضافة إلى آلاف السياح الذين يزورون دوسلدورف على مدار العام. كما يقطن في المدينة نحو 7000 ياباني يضفون صبغة آسيوية عليها، حتى أن بعض الناس في ألمانيا باتت تُطلق على دوسلدورف مازحة لقب «عاصمة اليابان على نهر الراين».
وقد أصبحت مدينة الراين مؤخراً إحدى أهم مراكز الاتصالات في ألمانيا بوجود 18 مزوداً لخدمة الإنترنت فيها. كما ويتركز في دوسلدورف اثنين من المزودين الأربعة في ألمانيا لتردد المحمول، وهي «دي 2 فودافون» (D2Vodafone) و«أي-بلس» (E-Plus). ويوجد في دوسلدورف العديد من المراكز التجارية الأجنبية مثل «نوكيا» و«زاندفيك» (Sandvik) وغيرها.
تتميز دوسلدورف أيضاً بأهميتها الثقافية التي اكتسبتها من خلال المتاحف والمعارض والمباني التاريخية العريقة التي تنتشر فيها، مثل متحف المدينة (بالألمانية: Stadtmuseum) ومتحف كونستال دوسلدورف (بالألمانية: Kunsthalle Düsseldorf) ومتحف غوته (Goethe Museum) وغيرها. كما تذخر المدينة بالمسارح ودور الأوبرا والمنتزهات والحدائق مثل حديقة دوسلدورف النباتية (بالألمانية: Botanischer Garten Düsseldorf). ومن أكبر الأحداث الثقافية التي تقام في دوسلدورف في كل عام هو كرنفال دوسلدورف (بالألمانية: Dusseldorfer Karneval).

## كولونيا
كولونيا (بالألمانية: Köln كولن) هي مدينة في ولاية شمال الراين-فيستفالن في غرب ألمانيا. تقع على نهر الراين بين مدينتي بون ودوسلدورف. وهي من أقدم المدن الألمانية. أهم معالمها كاتدرائية كولونيا، التي يعود تاريخها إلى العصر الروماني والمدرجة على قائمة اليونسكو للتراث العالمي.

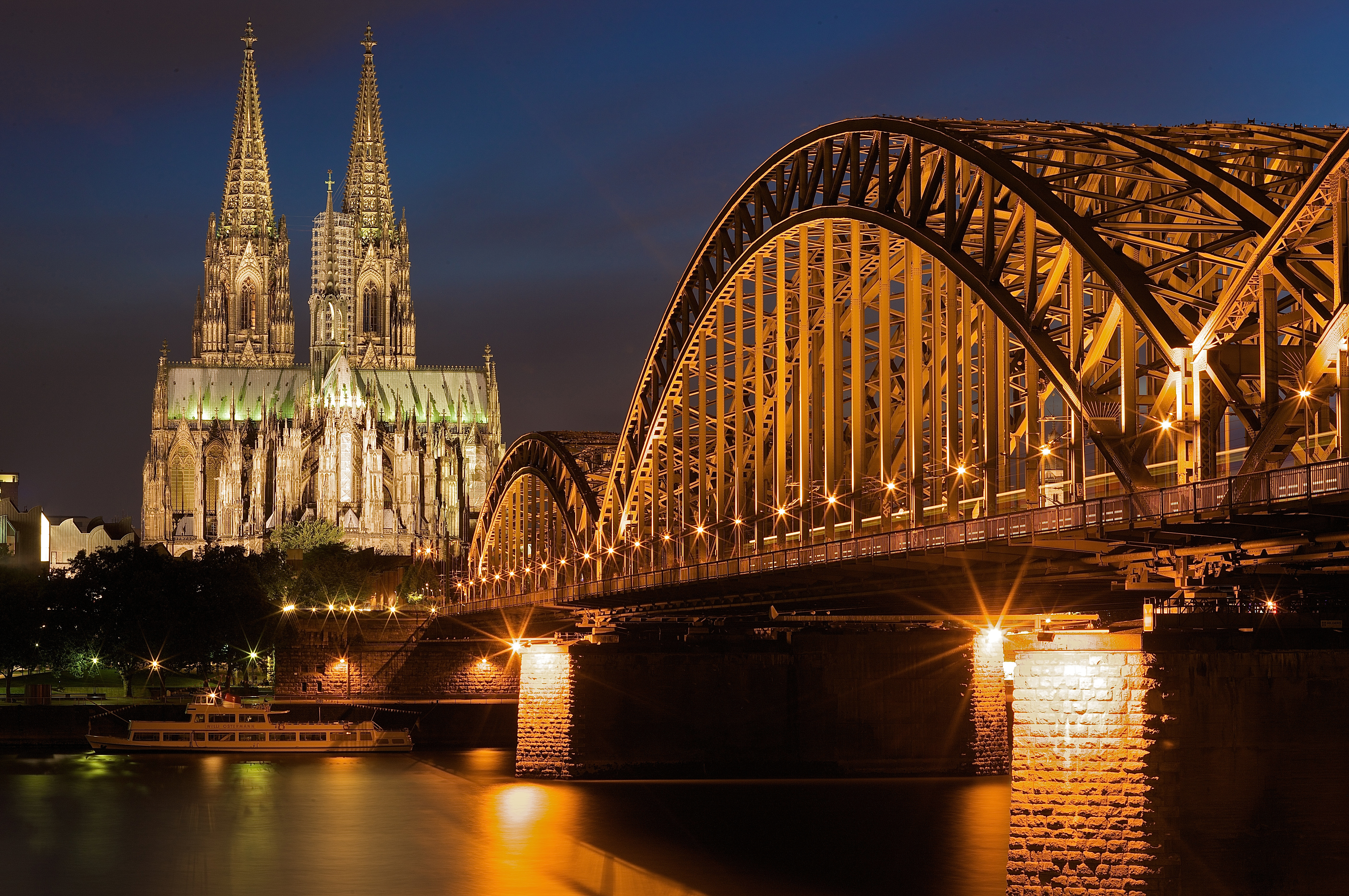
منظر لكتدرائية كولونيا

تمتلك كولونيا نظام نقل ممتاز بفضل وجود سبعة جسور على نهر الراين وعشر طرق سريعة. ولقد أصبح مطار كولونيا بون الدولي (Köln Bonn Airport) في السنوات القليلة الأخيرة المحور الألماني للخطوط الجوية ذات الأسعار التنافسية ولشركات الشحن الجوي أيضاً؛ بينما جعلها مرفأها ثاني أكبرميناء نهري في ألمانيا.
وتعرف كولون بكونها وجهةً رائعةً للشراء، حيث تتنوع فيها الأماكن المخصصة للتسوق كثيراً، مثل هوهي شتراسي (بالألمانية: Hohe Strasse) وشيلديرغاسي (بالألمانية: Schildergasse) وإيرينشتراسي (بالألمانية: Ehrenstrasse) وبفايلشتراسي (بالألمانية: Pfeilstrasse) وغيرها.
إن الضوء مسلط على كولونيا طوال السنة لوجود الاحتفالات الكرنفالية وغناها الثقافي ووجود الكنائس ومهرجانات الشوارع والمواكب ومنها كرنفال كولونيا ومهرجان أضواء كولونيا ومهرجان الشوكولاته وأسواق عيد الميلاد وغيرها.
وقد استحقت كولونيا لقبها كمركز للثقافة والفنون لما لديها من كم كبير من المتاحف والمعارض الفنية وبيوت الأوبرا، ونذكر على سبيل المثال وليس الحصر: متحف لودفيغ (Ludwig Museum) ومتحف الشوكولا (Chocolate Museum) ومهرجان موزيك ترينالي (بالألمانية: MusikTriennale) وغيرها. كما تمتلك المدينة عدداً كبيراً من المسارح التي تلبي كل الأذواق والأعمار.
تذخر كولونيا بالحدائق وأماكن التنزه حيث تغطي المنتزهات والحدائق مساحة تفوق 41 كيلومتراً مربعاً من مساحة المدينة. فمن غابة شتادوالد (بالألمانية: Stadtwald) وبحيرات آشنر فيهر (بالألمانية: Aachener Weiher) وديكشتينر (بالألمانية: Decksteiner) وفولكسغارتن (بالألمانية: Volksgarten) إلى حديقة فلورا وبوتانيكال (the Flora and Botanical Garden) التي تشكل الملجأ المثالي للاسترخاء.

## شتوتغارت

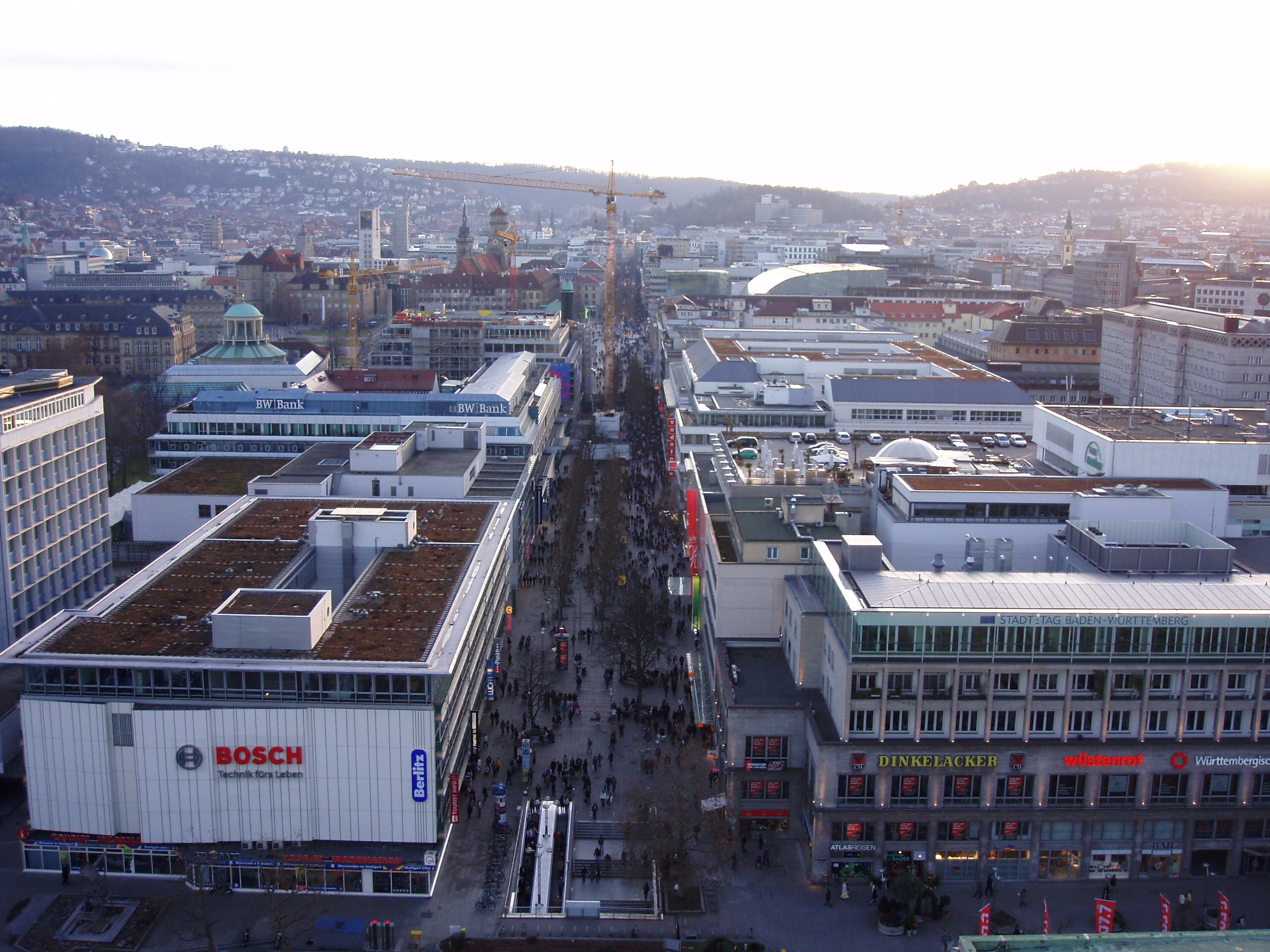
الكونيغشتراسيه في شتوتغارت

شتوتغارت (بالألمانية: Stuttgart) هي عاصمة ولاية بادن-فورتمبورغ (بالألمانية: Baden Württemberg) في جنوب ألمانيا. تتركز شتوتغارت في قلب أحد أهم الأقاليم الاقتصادية، ويوجد فيها مقر شركتي السيارات مرسيدس بنز وبورش والمتاحف الخاصة بهما، بالإضافة إلى العديد من الشركات أخرى من مجالات صناعية متنوعة. كما وتحيي المدينة بالإضافة إلى ذلك الكثير من الاحتفالات والمناسبات ومن أِشهرها أسواق العيد.
يوجد في شتوتغارت العديد من الأماكن المخصصة للتسوق، فهناك منطقة مخصصة للمشاة فقط في وسط المدينة وتمتد على طول يزيد عن 1 كم، فيها العديد من المتاجر والمقاهي وأماكن الاسترخاء؛ كما تجد فيها العديد من مقدمي عروض الشوارع من كافة أنحاء العالم الذين يضفون الكثير من النكهة والمتعة على المنطقة. حيث يربط شارع الشولشتراسيه (بالألمانية: Schulstrasse)، والذي أصبح في العام 1953م أول منطقة مخصصة للمشي في ألمانيا وتضم العديد من المتاجر أماكن تناول الطعام، الكونيغشتراسيه (بالألمانية: Königstrasse)، بما يضم من المحلات الكبيرة والمتاجر الفخمة لأشهر الماركات العالمية، يربطه بساحة السوق (market square). وهناك بالطبع أماكن أخرى للتسوق مثل الكالفر شتراسيه (بالألمانية: Calwer Strasse) ومنطقة بونينفيرتل (بالألمانية: The Bohnenviertel district).
يعد الفن والثقافة جزء لا يتجزأ من الحياة في شتوتغارت، بوجود أكثر من 40 مسرحاً و30 صالة عرض و3 مسارح أساسية للفنون؛ فجولة في مركز مدينة شتوتغارت تعني التعرف على الكثير من الأماكن التاريخية والتحف الرائعة مثل القصر القديم الذي يتبع نمط العصور الوسطى (Old Palace) والقصر الجديد (New Palace) ذي النمط الباروكي وساحة السوق الفن الجديد (Art Nouveau Market Hall) وغيرها. ومن الأماكن الأخرى هناك حديقة فيلهيلما للحيوانات وحي فايزنهوف وقصر جامعة هوهنهايم ومتحف التلفزيون وبرج شتوتغارت للتلفزيون.
وفيها جامعة شتوتغارت وجامعة هوهنهايم وأكاديمية الفنون التشكيلية والمعهد العالي للموسيقى والتمثيل ومعاهد تقنية عدة. تشتهر المدينة بالحياة الثقافية فيها، حيث تكثر عروض المسارح، الأوبرا، الباليه والحفلات الموسيقية.

## دريسدن
عاصمة ولاية ساكسونيا في شرق ألمانيا. وهي موجودة في وادي على نهر الإلبه (بالألمانية: Elbe) بالقرب من الحدود مع جمهورية التشيك. وقد تعرضت المدينة للتدمير الكامل من قبل القصف الجوي لقوات التحالف في نهاية الحرب العالمية الثانية، مما أدى إلى تغيير وجه المدينة. ومنذ إعادة توحيد ألمانيا في العام 1990م، برزت دريسدن مجدداً كمركز ثقافي وتعليمي وسياسي واقتصادي لألمانيا. يمزج المنظر الثقافي للمدينة بين التقليدي والمعاصر، بوجود وادي الإلبه حول دريسدن، المدرج على قائمة اليونسكو للتراث العالمي، والمروج الخصبة والفيلات الرائعة والقصور المهيبة.

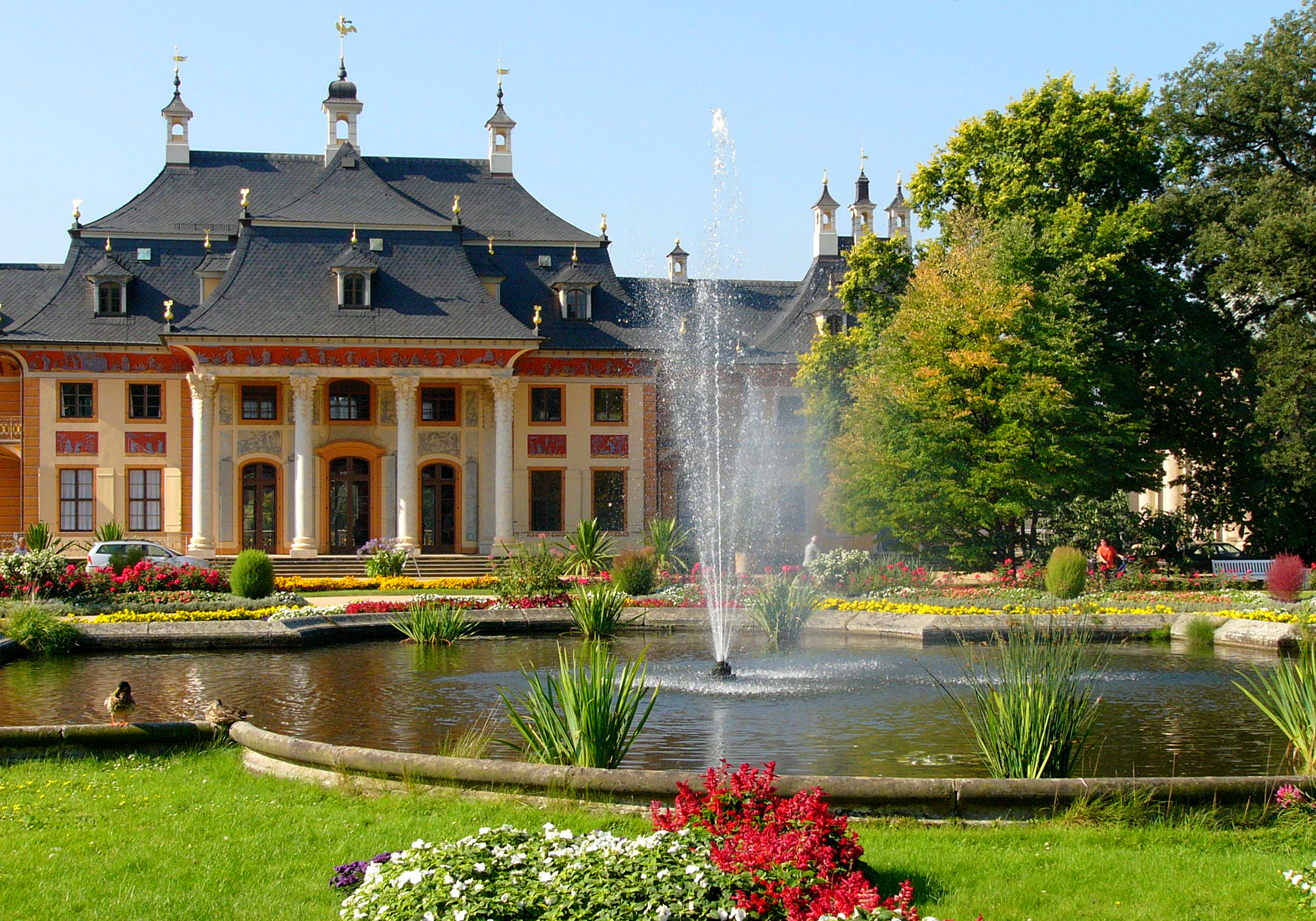
الحديقة إلى جانب قصر بيللنتز

تقدم مدينة دريسدن الكثير من الخيارات للتسوق، حيث أن الشوارع الرئيسية للتسوق مثل براغر ستراسيه (بالألمانية: Prager Strasse) وألتماركت (بالألمانية: Altmarkt) وشارع فيلسدرفر (بالألمانية: Altmarkt) تضم فيها الكثير من المخازن والمحلات وأكثر من 100 متجر في مول ألتماركتغاليري مول (بالألمانية: Altmarktgalerie). ولمزيد من الحصرية إعبر النهر إلى كونيغشتراسيه (بالألمانية: Königstrass) في نيوستاد (بالألمانية: Neustadt).
من الأماكن المثيرة للاهتمام في دريسدن هناك قصر تسفينغر (بالألمانية: Zwinger) ودار الأوبرا سيمبروبر (بالألمانية: Semperoper) وكنيسة السيدة (بالألمانية: Frauenkirche) وتمثال الراكب الذهبي (بالألمانية: Goldener Reiter) وغيرها الكثير من الأماكن والمناظر الخلابة.
كما وتجد في دريسدن الكثير من الأماكن الخضراء والمناظر التي تجلب السكينة. ففي وسط المدينة تجد حديقة غروسر (بالألمانية: Grosser Garten) التي تضم حديقة حيوانات وسكة حديدية خاصة بالحديقة. وهناك أيضاً منطقة عزبة بيللينتز (بالألمانية: Pillnitz) على طول نهر الإلبه، والتي كانت المقر الصيفي لملوك ساكسونيا. وبإمكانك التمتع بطريق الإلبه المخصص للدراجات (The Elbe Cycle Route).
ويوجد في دريسدن حوالي الثلاثين متحفاً، ومنها الغرين فولت (Green Vault) ومتحف النقل ومتحف إريك كاستنر (بالألمانية: The Erich Kästner) وغيرها. كما تمتلك دريسدن برنامجاً ثقافياً غنياً جداً، فمن مهرجان دريسدن الموسيقي (Dresden Music Festival) إلى مهرجان إلبهانغفيست (The Elbhangfest festival) وغيرها من المهرجانات سوف تجد الكثير من المتعة.

## هانوفر

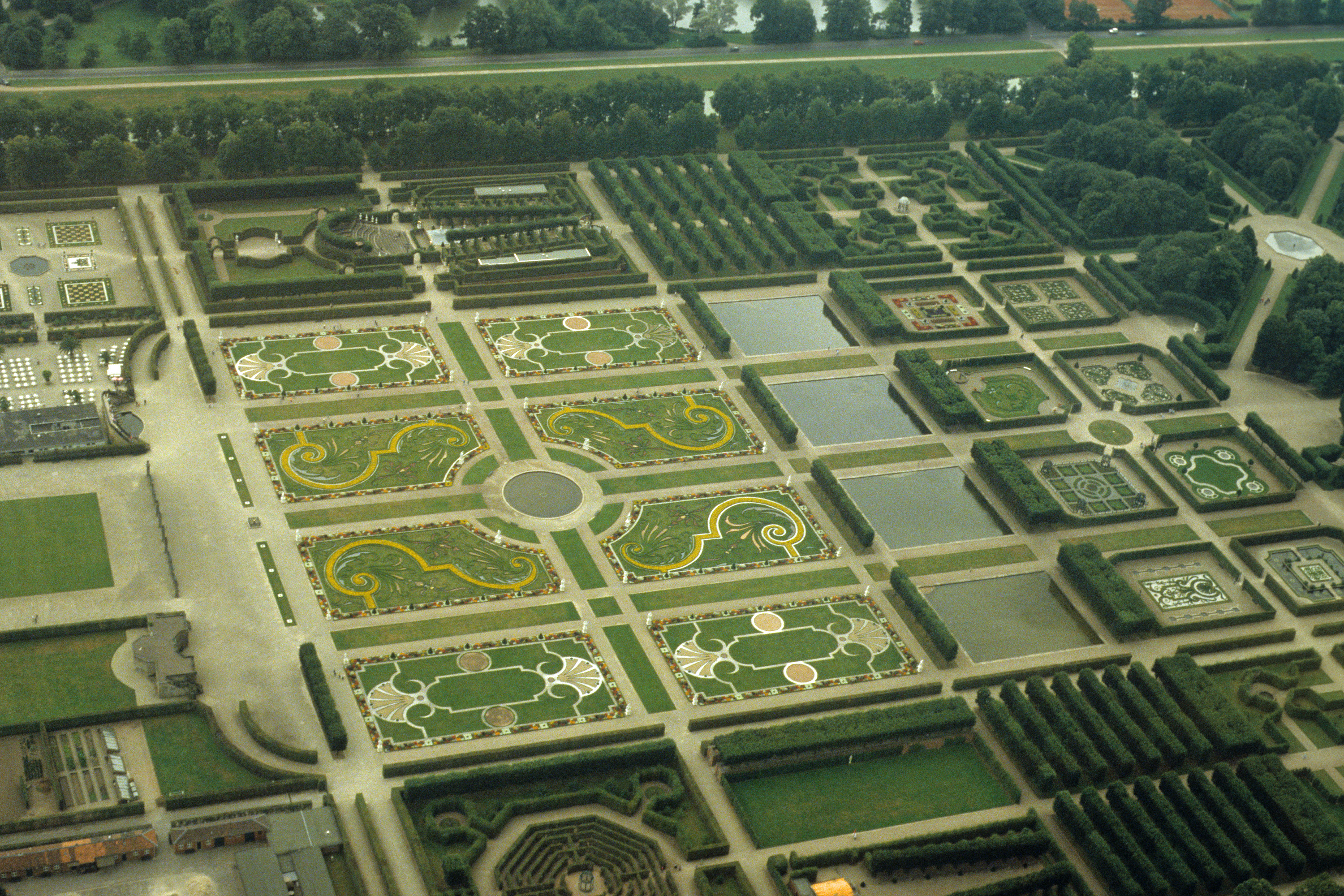
حديقة القصر "هيرينهاوزن جيرتن" ، صورة من طائرة

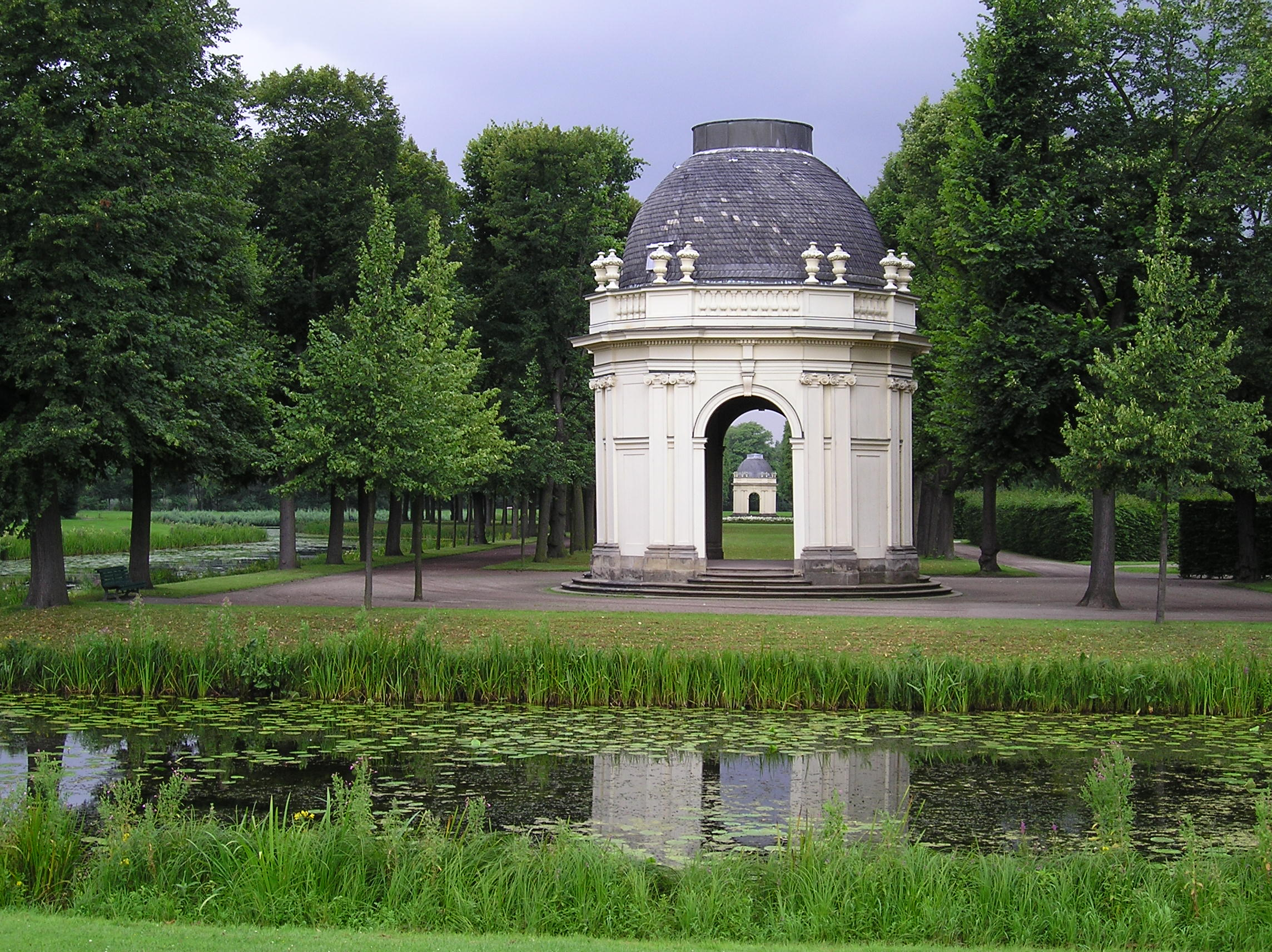
الحديقة الصغرى في حديقة الهيرينهاوسن الملكية

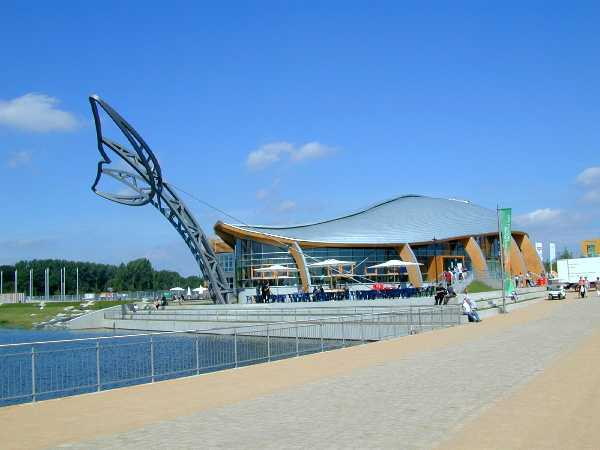
من المعرض الدولي في هانوفر، Expo 2000

هانوفر (بالألمانية: Hannover هانوفر) هي عاصمة ولاية ساكسونيا السفلى إحدى ولايات ألمانيا وإحدى أكبر مدن البلاد. تقع في شمال ألمانيا على نهر لاينه. تعد مركزا اقتصاديا هاما، كما أن بها مبنى برلمان الولاية وجامعة ومعاهد عليا للطب، الطب البيطري، الموسيقى والمسرح. تكثر المساحات الخضراء بالمدينة. بها مطار دولي وميناء نهري ومحطة قطارات رئيسية.
التسوق في هانوفر له مميزاته الكثيرة، حيث يوجد في المنطقة الخاصة بالتسوق، الخالية من حركة المرور، العديد من المتاجر التي تقدم عروضاً متميزة للبضائع بما يتناسب مع جميع الأذواق والجيوب. وبالإضافة إلى المتاجر الشهيرة والمحلات التي لديها القطع الحصرية الموجودة في جورجشتراسه (بالألمانية: Georgstrasse)، هناك الكثير من البوتيكات والمحلات الصغيرة في البلدة القديمة بالإضافة إلى الأسواق التي تقام على ضفاف نهر اللاينه (بالألمانية: River Leine) التي يتسابق إليها الجميع للحصول على أفضل الصفقات. وهناك أيضاً قاعة السوق (بالألمانية: Markthalle) التي تتوفر فيها منتجات المزارع الطازجة ومنتجات أخرى متنوعة.
تضم هانوفر الكثير من الأماكن المثيرة للاهتمام، فمن الحدائق الشهيرة الموجودة في المدينة هناك حديقة الهيرينهاوسن الملكية (بالألمانية: Herrenhäuser Gärten) والبيرغارتن (بالألمانية: Berggarten) وحديقة حيوان هانوفر. ومن الأماكن الأخرى المثيرة للاهتمام في هانوفر هناك البلدة القديمة (Old Town) ومكتبة غوترايد فيلهيلم ليبنتز (بالألمانية:Gottfried Wilhelm Leibniz) التي تضم رسائل ليبنتز التاريخية المدرجة على قائمة اليونسكو للتراث العالمي. ومن المتاحف العديدة في هانوفر هناك السبرينغل (بالألمانية: Sprengel) وكيستنر (بالألمانية: Kestner) وغيرها.
اشتهرت هانوفر عالمياً من خلال المعارض الكبيرة المنظمة فيها، لدرجة أن أصبحت تعرف داخل ألمانيا «بمدينة المعارض». أشهر المعارض المقامة بها : معرض سيبيت (CEBIT) الذي يقام سنويا ويعد أكبر معرض في مجال الحاسوب والاتصالات بالعالم ومعرض هانوفر الصناعي (Hannover Messe Industrie). كام يقام فيها العديد من المهرجانات مثل مهرجان الجاز ومهرجان الماشسي (بالألمانية: Maschsee) ومنافسة الألعاب النارية.

## لايبزغ

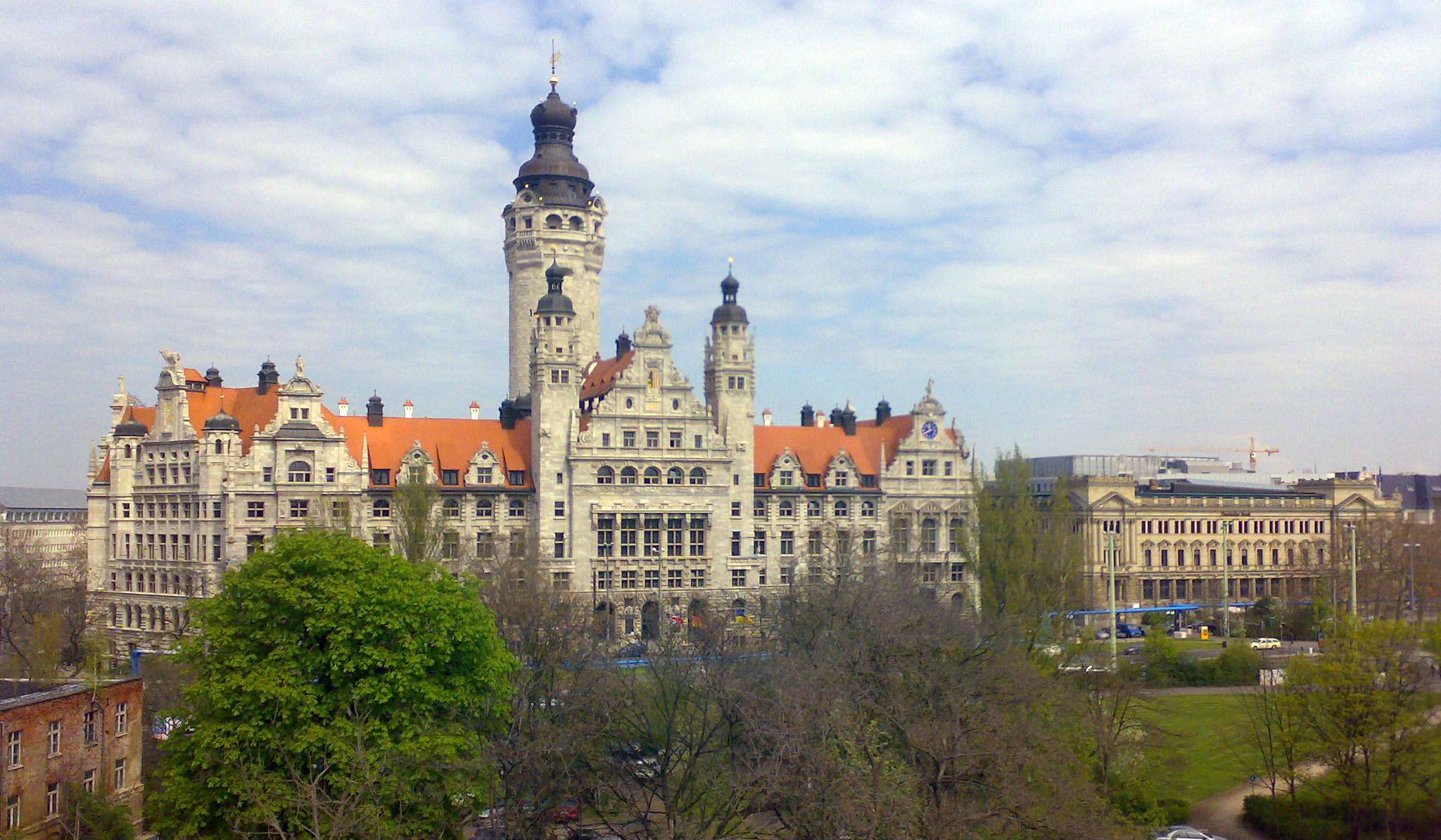
مبنى البلدية الجديد في لايبزغ

لايبزغ (بالألمانية:Leipzig) هي ثاني أكبر مدن ولاية ساكسونيا في شرق ألمانيا. تأسست لايبزغ رسمياً في العام 1165 م، وهي أقدم مدينة معارض في العالم ومن أشهر معارضها معرض الكتاب ومعرض الصناعة. تفتخر المدينة بغناها الفني والثقافي، ومن أهم مشاهيرها ملحن الباروك يوهان زيباستيان باخ (بالألمانية: Johann Sebastian Bach) والشاعر يوهان فولفغانغ فون غوته.
توفر لايبزغ مجالاً واسعاً للتسوق لوجود عدد كبير من المتاجر والبوتيكات فيها. حيث يتواجد في الهوبتباهنهوف برومينادن (بالألمانية: Hauptbahnhof Promenaden)، عند محطة القطار الرئيسية، حوالي 140 متجر التي تفتح أبوابها لغاية العاشرة ليلاً. أما رواق التسوق مدلر (بالألمانية: Mädler)، فهو من أكبر أروقة لايبزغ وهو أحد القلائل التي تم الحفاظ عليها كاملةً، يرتبط مع رواق الكونيغسهاوس (بالألمانية: Königshaus) ورواق مسيهوف (بالألمانية: Messehof). وفيما يتعلق بالأسواق التي تبيع البضائع المحلية، فتعد أسواق المزارعين التقليدية وأسواق العيد من أشهر وأهم هذه الأسواق.
هناك العديد من الأماكن المثيرة للإعجاب في لايبزغ، حيث يعد مبنى البلدية القديم من أجمل الأبنية التي تعود لعهد النهضة، وهناك أيضاً كنيسة القديس توماس (St. Thomas) وكنيسة القديس نيكولاس (St Nicholas)والنصب التذكاري لمعركة الأمم (Monument to the Battle of the Nations). يوجد في لايبزغ أيضاً العديد من العروض الكوميدية المعاصرة والمسارح ومقاهي الجاز.
هناك في لايبزغ الكثير من الأماكن المخصصة للتنزه، حيث يمتد منتزه أونفالد (بالألمانية: Auenwald) على طول المدينة من الشمال إلى الجنوب، وهناك أيضاً منتزه كلارا تسيتكن (بالألمانية: Clara Zetkin) ومنتزه روزنتال (بالألمانية: Rosental)وغيرها العديد من الأماكن الخضراء. ولايبزغ مدينة مهمة منذ القدم، ففيها أنشأت الجامعة قبل حوالي 600 عام والتي تعتبر إحدى أقدم الجامعات الألمانية، كما خطب بكنيسة توماس وهي من المعالم الأثرية المشهورة في المدينة المصلح الشهير مارتن لوثر، وفي لايبزغ صدرت أول جريدة يومية في العالم عام 1650م.

## كيل

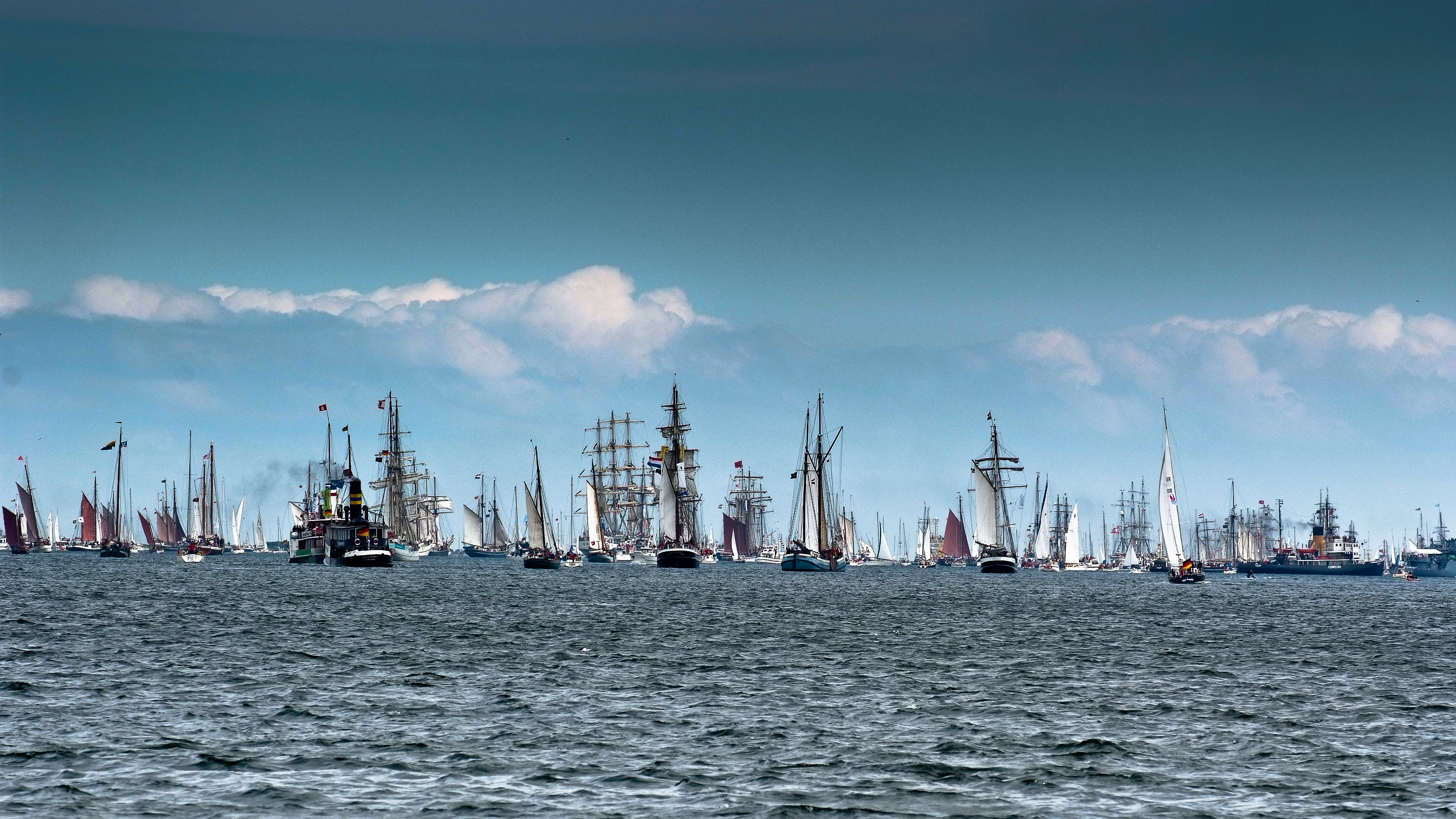
استعراض السفن الشراعية الضخمة خلال احتفالات أسبوع كيل (2009)

احتفال اسبوع سباقات الزوارق الشراعية يشترك فيه رياضيون من جميع انحاء العالم . وزيارة السفن الشراعية الكبيرة في مدينة كيل من كل عام خلال شهر يونيو . يستطيع الزوار استعراض السفن من الداخل . وينتهي الأسبوع بالموسيقى النحاسية وعرض ليلي للألعاب النارية.

## سحرالطبيعة في ألمانيا
يتدرج المشهد الطبيعي في ألمانيا من منظر جبال الألب (بالألمانية: Alpine Foreland) الخلاب، الذي يشكل المكان المثالي لمحبي التجول في الصيف وعشاق التزلج في الشتاء، وصولاً إلى الامتداد الساطع للشواطئ الرملية على بحر البلطيق (بالألمانية: Baltic Sea).

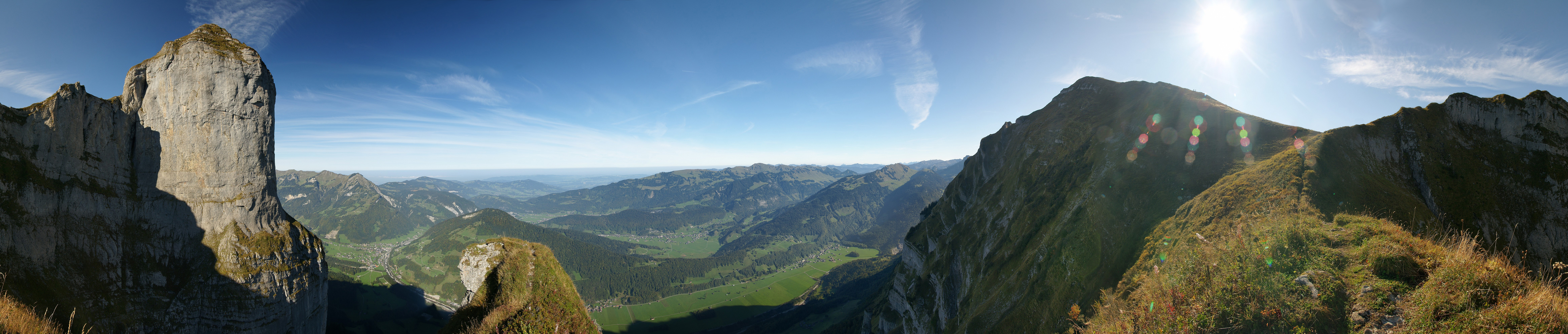
الطبيعة الخلابة في ألمانيا

إن القيام بجولة على الأقدام على المسارات المخصصة للمشاة تأخذ الزائر إلى العديد من الأماكن التاريخية والطبيعية التي تذخر بنصيبها من الأساطير؛ حيث يتنوع المشهد الطبيعي أكثر من ذلك ليشمل المستنقعات والبحيرات التي تشكل متعة للجولات في الصيف وللتزلج في الشتاء، كما تنتشر فيها الوديان والمنحدرات والمخانق والأنهار لتشمل كل المناطق الألمانية.

## الغابة السوداء

الغابة السوداء

تعد الغابة السوداء (Black Forest) الواقعة في إقليم بادن فورتمبيرغ (بالألمانية: Baden-Württemberg) في جنوب ألمانيا، إحدى أجمل المرتفعات وأكثرها رومانسية وذلك بسبب وجود عدد كبير من المسارات المخصصة للمشي والتي توفر فرصة التمتع بالسباحة. يحد الغابة السوداء من جهة الغرب والجنوب وادي الراين (Rhinevalley). أعلى قمة في الغابة السوداء هي الفيلدبيرغ (بالألمانية: Feldberg) بارتفاع يبلغ 1,1493 متراً. تأخذ المنطقة شكلاً مستطيلاً تقريباً ممتداً على طول يبلغ 200 كم وعرض يبلغ 60 كم، لذا تبلغ مساحتها حوالي 12,000 كم2.
بحيرة «تيتيزي» أكبر بحيرة طبيعية في الغابة السوداء، مفخرة الكثير من الغابات الأسطورية. وبسبب نقاوة مياه البحيرة ونظافتها، ترى المنتجعات الصحية تنتشر فيها مثل «تيتيزي نيوستاد» التي تعتبر أهم مقصد سياحي أسطوري لمختلف أنواع السياحة العلاجية وخصوصا المعالجة المائية (Hydrotherapy).

### أشهر الأنهار
هناك العديد من الأنهار التي تمر بالغابة السوداء ومن ضمنها نهر الدانوب (بالألمانية: Danube) (الذي ينبع من الغابة السوداء)، ونهر الإنز (بالألمانية: Enz) ونهر الكينتزغ(بالألمانية: Kinzig) ونهر المورغ (بالألمانية: Murg) ونهر الناغولد (بالألمانية: Nagold) ونهر النيكار (بالألمانية: Neckar) ونهر الرينش (بالألمانية: Rench) ونهر الفيس (بالألمانية: Wiese). تشكل الغابة السوداء جزءاً من التقسيم القاري بين المستجمع المائي للمحيط الأطلسي (الذي جففه نهر الراين (بالألمانية: Rhine)) والمستجمع المائي للبحر الأسود (الذي جففه نهر الدانوب (بالألمانية: Danube)).

### أشهر الوجهات السياحية
تعد مدينتا فريبرغ (بالألمانية: Freiburg) وبادن بادن (بالألمانية: Baden-Baden) من أشهر الوجهات السياحية على الطرف الغربي للغابة السوداء، بالإضافة إلى وجود الكثير من البلدات الأخرى في الغابة. ومن الوجهات الأخرى المفضلة لدى السياح هناك الجبال مثل فيلدبيرغ (بالألمانية: Feldberg)وبيلشن (بالألمانية: Belchen)وكاندل (بالألمانية: Kandel)وشاونسلاند (بالألمانية: Schauinsland). أما من البحيرات فهناك التيتيتسي (بالألمانية: Titisee) والشلوشتسي (بالألمانية: Schluchsee)؛ كما يعد شلال أل سينتس (بالألمانية: All Saints Waterfalls) وشلال تريبيرغ (بالألمانية: Triberg) من أشهر الشلالات في ألمانيا. ويوجد أيضاً وادي نهر الفاتش(بالألمانية: Wutach).

### المتاحف
يوجد في الغابة السوداء متحف في الهواء الطلق، وهو متحف فوغتسباويرنهوف Schwarzwälder Freilichtmuseum Vogtsbauernhof. يعرض هذا المتحف نمط الحياة للفلاحين الذين عاشوا في المنطقة في القرن السادس عشر أو الثامن عشر الميلادي، من خلال عدد من المزارع المعاد تمثيلها؛ بينما يعرض المتحف الألماني للساعات (German Clock Museum) في فورتفانغن (بالألمانية: Furtwangen) تاريخ صناعة الساعات وصانعيها.Black Forest

### المناجم
كما تشتهر الغابة السوداء بمناجمها، حيث يذخر تاريخ المنطقة الذي يرجع إلى العصور الوسطى بمعلومات عن المناجم، فقد كانت الغابة السوداء إحدى أهم مناطق المناجم في أوروبا. قد تم إعادة فتح العديد من المناجم أمام العامة للتعرف إليها، يمكن زيارة مثل هذه المتاحف في وادي كينزغ (بالألمانية: Kinzig valley) والسوغينتال (بالألمانية: Suggental) ووادي الموينستر (بالألمانية: Muenster valley) وحول تادتموس (بالألمانية: Todtmoos).

## منطقة جبال الألب

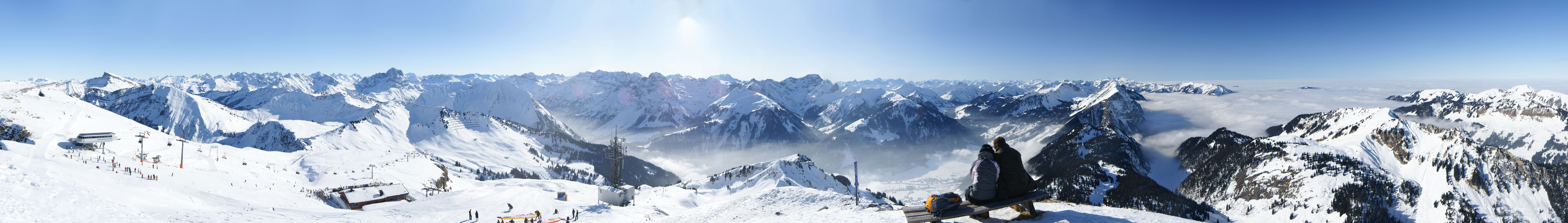
جبال الألب

تنطلق جبال الألب الألمانية بارتفاعها الشاهق من التلال المتموجة لواجهة الألب في بافاريا مكونة بذلك مشهداً مذهلاً. يمتد الهامش الضيق للجبال على طول الحدود الألمانية مع سويسرا والنمسا من بحيرة كونستانس أو بودنتسي (بالألمانية: Bodensee) في جهة الغرب إلى سالتزبرغ (بالألمانية: Salzburg) في النمسا في جهة الشرق.

## البحيرات

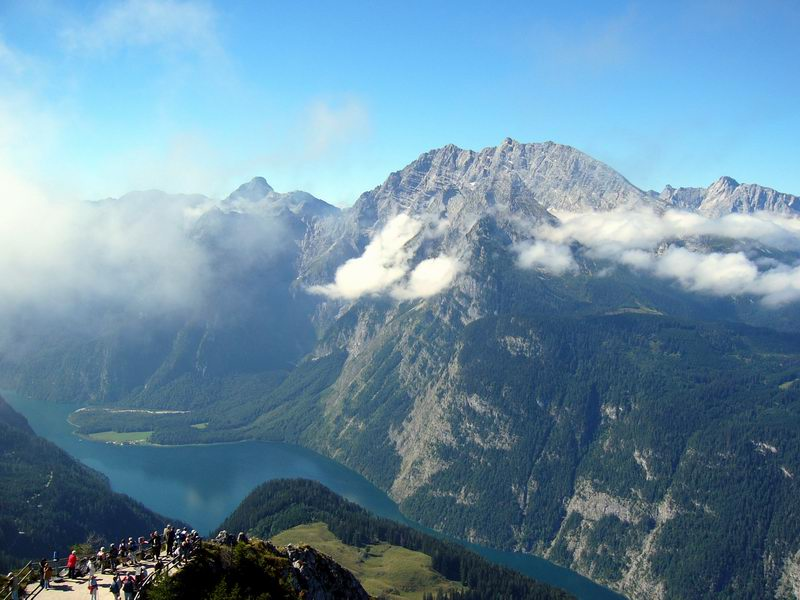
بحيرة كونيغتسي

تنتشر في ألمانيا الكثير من البحيرات التي توفر فرصاً ترفيهية لا متناهية، في ازدواجية ما بين مشاهدها الطبيعية الخلابة والتشبع بتنشق هوائها النقي المنعش. فبحيرة «شيمسي» مثلا ذات اللمسات الملكية، هي البحيرة الأوسع في بافاريا، وترتفع عن سطح البحر نحو 518 متراً، وهي الأعلى في أوروبا. لدى البحيرة جزيرتان هما: «هيرنشيمسي» والتي تحتوي على الكثير من القلاع المذهلة التابعة للملك «لودفيغ» الذي انطبع نمطها بأسلوب «الريفييرا» والجزيرة الأخرى «فراونشيمسي»، وخلال الصيف تتحول إلى جنة للرياضات المائية، مثل ركوب الأمواج، والإبحار، والتجذيف والغطس في الأعماق وغيرها من الرياضات المائية.
بحيرة كونيغسي تقع بين أحضان الجبال الحادة القمم، و«واتزمن» المشهورة، وتعود شهرة هذه البحيرة لمياهها التي عرفت بـ «الزمردة الخضراء»، والتي تتشكل من الكتل الثلجية، ويقطعها مضيق ضيق، ويقابل هذه البحيرة قرية «كونيغسي» التي تقع أيضاً إلى جانب حدائق الألب «بيرشتيس غاردن» الطبيعية الباهرة الجمال، ما يجعلها وجهة شعبية محببة بشكل لا يوصف تجذب المتجولين والسياح على حد سواء. وبمجرد أن تترك يابسة البحيرة والضجيج والأماكن المحمومة خلفك، لتتسلل إلى سطح البحيرة الهادئ في واحدة من سفن «كونيغسي» الألكترونية حتى تشعر بأنك انتقلت إلى مكان آخر على سطح الأرض إلى أجمل الأماكن وأروعها، حيث تتحد فيها المياه مع الجبال والسماء، في مشهد يسحر الألباب وتتحسسه الروح.

## وصلات خارجية
1. منظمة السياحة العالمية
2. أهمية السياحة في ألمانيا
3. -المكتب الألماني الفيدرالي للإحصاء
4. السياحة في ألمانيا-المكتب الألماني الفيدرالي للإحصاء
5. عدد الإقامات في الفنادق ودور الضيافة في ألمانيا-المكتب الألماني الفيدرالي للإحصاء
6. التوجهات في حركة السياحة الخارجية القادمة إلى ألمانيا
7. معلومات عن برلين
8. الموقع الرسمي لمدينة برلين
9. الموقع الرسمي لمدينة كولونيا
10. الموقع الرسمي لمدينة دريسدن
11. الموقع الرسمي لمدينة فرانكفورت
12. ويكيبيديا الإنجليزية-أسماء المدن الأوروبية بلغات مختلفة[الإنجليزية]
13. الموقع الرسمي لمدينة ميونخ
14. إحصائيات ميرسر لجودة المعيشة
15. الموقع الرسمي لمدينة ميونخ_ باللغة العربية
16. الموقع الرسمي لمدينة هامبورغ
17. الموقع السياحي لمدينة هامبورغ
18. الموقع الرسمي لمدينة شتوتغارت
19. الموقع الرسمي لمدينة هانوفر
20. الموقع الرسمي لمدينة لايبزغ
21. الموقع السياحي لمدينة لايبزغ
22. الموقع الغابة السوداء للمعلومات